# سانگ‌یانگ کوراندو
سانگ‌یانگ کوراندو (به انگلیسی: SsangYong Korando) خودرویی است که از سال ۱۹۸۳ تا ۲۰۰۶ تحت نام سانگ‌یانگ، و از ۲۰۱۰ تاکنون تحت نام مکونگ اتو در کشورهای کره جنوبی، ویتنام، ایران، روسیه، کانادا و لهستان تولید شده‌است.
مدل تولید ایران متعلق به نسل سوم و طراحی‌شده در سال ۲۰۰۴ است.
سانگ‌یانگ کوراندو یک خودروی شاسی‌بلند ساخت شرکت خودروسازی سانگ‌یانگ کرهٔ جنوبی است که تولید آن از سال ۱۹۸۳ تاکنون ادامه داشته‌است. واژهٔ کوراندو مخفف جملهٔ «کره‌ای‌ها هم می‌توانند» در زبان انگلیسی است.

## نسل نخست (۱۹۶۴–۱۹۹۶)

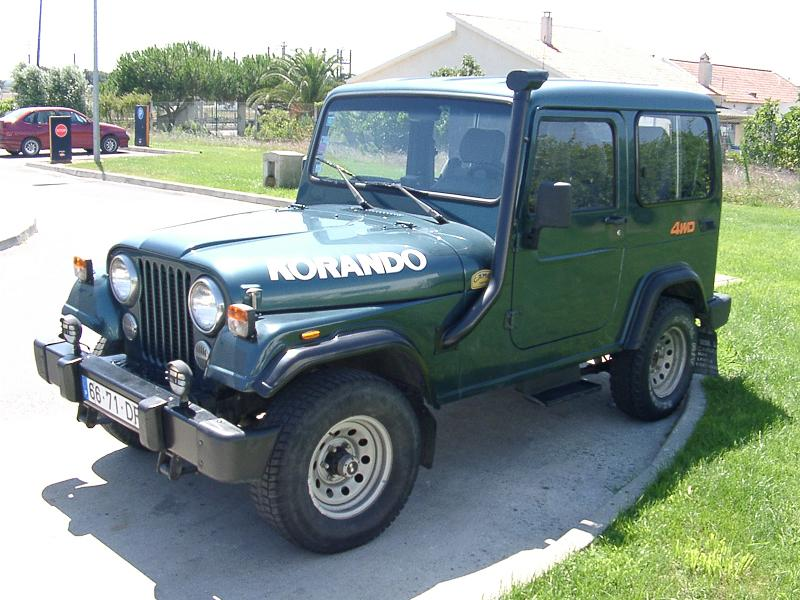
کوراندو اصل

در سال ۱۹۶۴ شرکت موتور دیزلی هونگ هان شروع به جمع کردن جیپ، کامیون‌ها و اتوبوس‌ها برای نیروهای مسلح ایالات متحده و فرماندهی سازمان ملل متحد کرد. در نوامبر سال ۱۹۶۹، سی ان جی ۵ (CJ-5) در تولید موتور ۷۵ لیتری (۵۶ کیلو وات) ویلس هورکین در چهار خط وارد شد و در سال ۱۹۷۱، نسخه ten و یک مدل وانت معرفی شد. در آوریل سال ۱۹۷۴ جنرال موتورز و شینجین موتورز یک شرکت سرمایه‌گذاری مشترک با نام شینجین جیپ موتورز، را برای ساخت جیپ‌های محلی تشکیل دادند. تحت مدال " آسیا موتورز "، جیپ نظامی (M38A1, M۶۰۶) به عنوان " آسیا KM۴۱۰ " ساخته شد. این محدوده در نهایت به آسیای میانه آنلاین تبدیل شد.

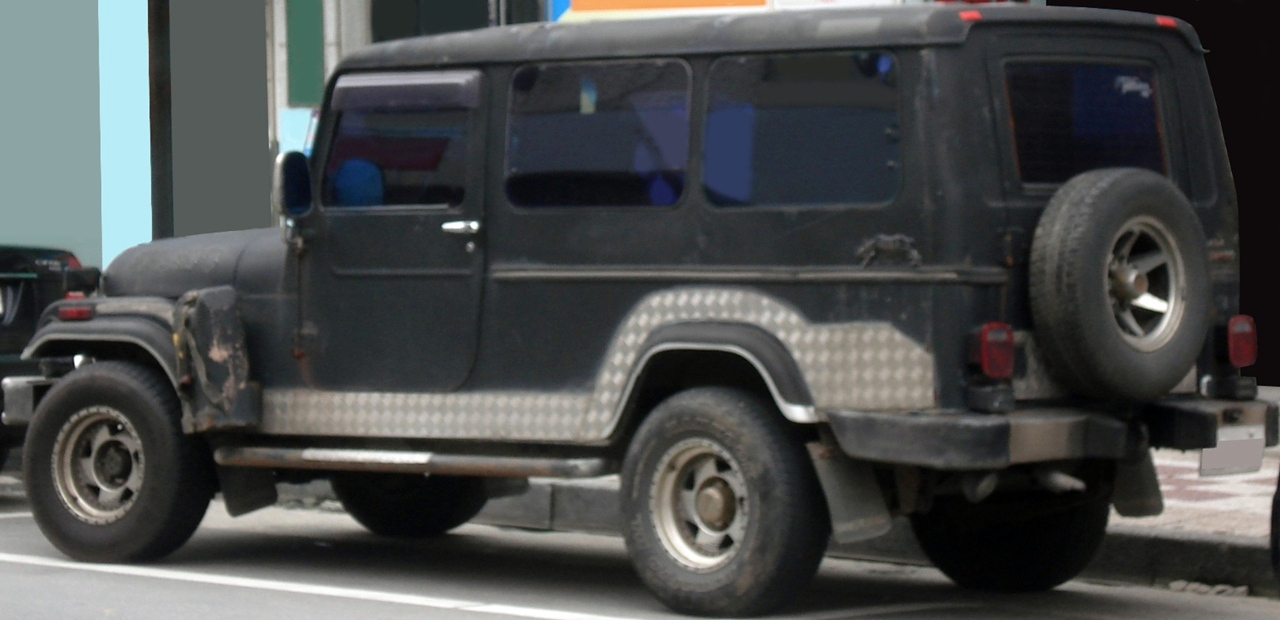
یک کوراندو K۹ با فاصله بیشتر بین محورها

در سال ۱۹۸۳ شرکت سانگ یانگ موتورز شروع به تولید جیپ CJ-7 در کرهٔ جنوبی نمود، که با نام کوراندو وارد بازار شد. در سال۱۹۸۶ شروع به صادر کردن کوراندو به ژاپن کرد؛ و در سال ۱۹۸۸ شروع به صادر کردن آن به اروپا کرد. به غیر از CJ-7، یک ورژن با ۹ صندلی از این خودرو نیز در دسترس است که کوراندو K9 نام دارد. تولید این نسل از کوراندو در سال ۱۹۹۶ پایان یافت.

## نسل دوم (۱۹۹۶–۲۰۰۶)
دومین نسل کوراندوی «جدید» در سال ۱۹۹۶ به عنوان کامل‌کنندهٔ محصول سانگ یانگ موسو (که در سال ۱۹۹۳ تولید شد) در آسیا، در سال ۱۹۹۷ در اروپا و در سال ۱۹۹۸ در استرالیا تولید شد و بر مبنا و اساس ورژن با شاسی کوتاه‌تر موسو می‌باشد. این مینی شاسی بلند با ۳ درب و ۱٫۸ تن وزن توسط کن گرینلی طراحی شد.
این خودرو با انتخاب موتورهای گازوئیلی ۲٫۳ و ۳٫۲ لیتری یا موتور دیزلی ۲٫۹ لیتری تحت لیسانس مرسدس بنز آلمان و جعبه دندهٔ ۵ حالتهٔ دستی بورگ وارنر در دسترس می‌باشد. طراحی داخلی نسل دوم کوراندو به خاطر وجود یک فرمان در طرف دیگر منحصر به فرد بود. این ویژگی به خاطر تبدیل آسانتر سیستم خودرو به صندلی سمت راست و کاهش هزینه‌های تولید می‌باشد. در طرف مسافر، یک دسته در قوس فرمان قرار گرفته‌است. این نسل از سال ۱۹۹۹ تا ۲۰۰۱ با نام دوو کوراندو به فروش رفت، این نام به این خاطر بود که شرکت دوو اکثر سهام شرکت سانگ یانگ را خرید و بعدها آن شرکت را مجبور کرد تمام سهامش را به شرکت دوو بفروشد.

### تجدید نظر
سانگ یانگ کوراندوی ۲۰۰۴ یک به روزرسانی برای نسل دوم این خودرو بود. تولید آن در سال ۲۰۰۶ متوقف شد. با این حال فروش آن تا سال ۲۰۰۷ در بسیاری کشورها ادامه یافت. این خودرو با انواع موتورهای دیزلی و بنزینی در دسترس بود، از جمله می‌توان به یک موتور دیزلی ۵ سیلندر ۲٫۹ لیتری از شرکت مرسدس بنز اشاره کرد. در سال ۲۰۰۸، شرکت روسیه‌ای TagAZ، شروع به گرد هم آوردن محصولات کوراندو با نام TagAZ Tager کرد. نه تنها ورژن سه درب خودرو بلکه ورژن ۵ درب را نیز تولید کرد.

### نگارخانه

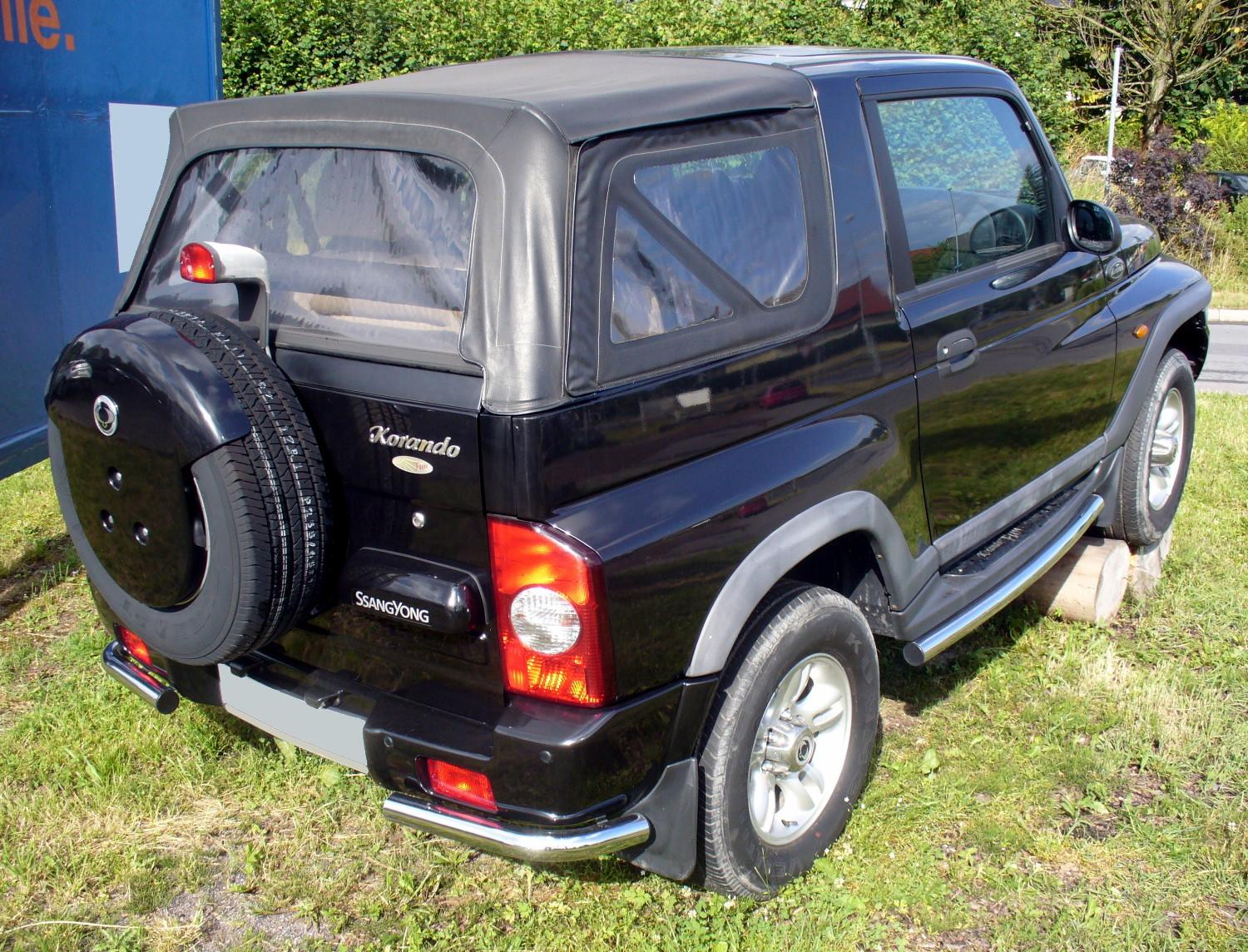
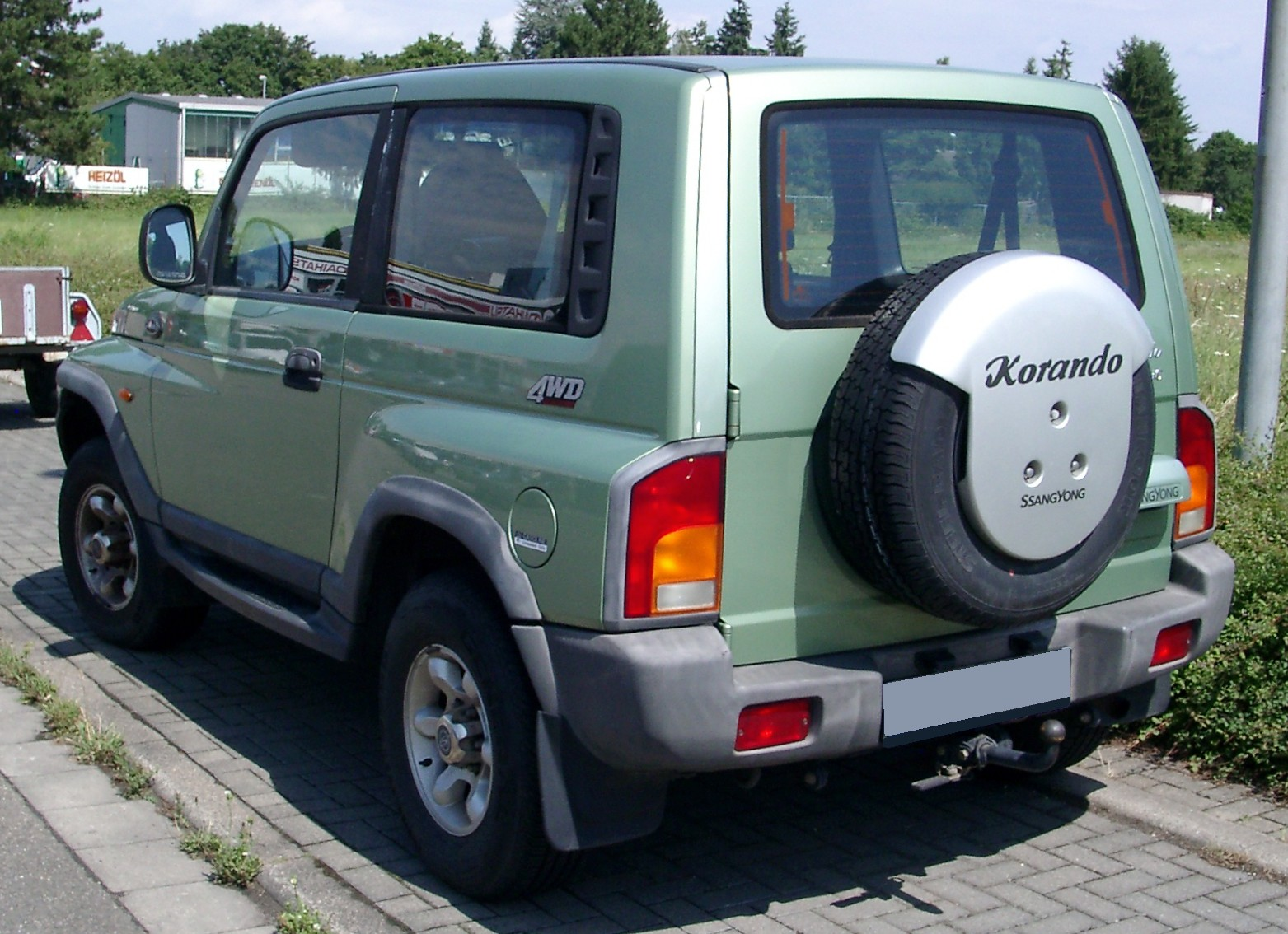
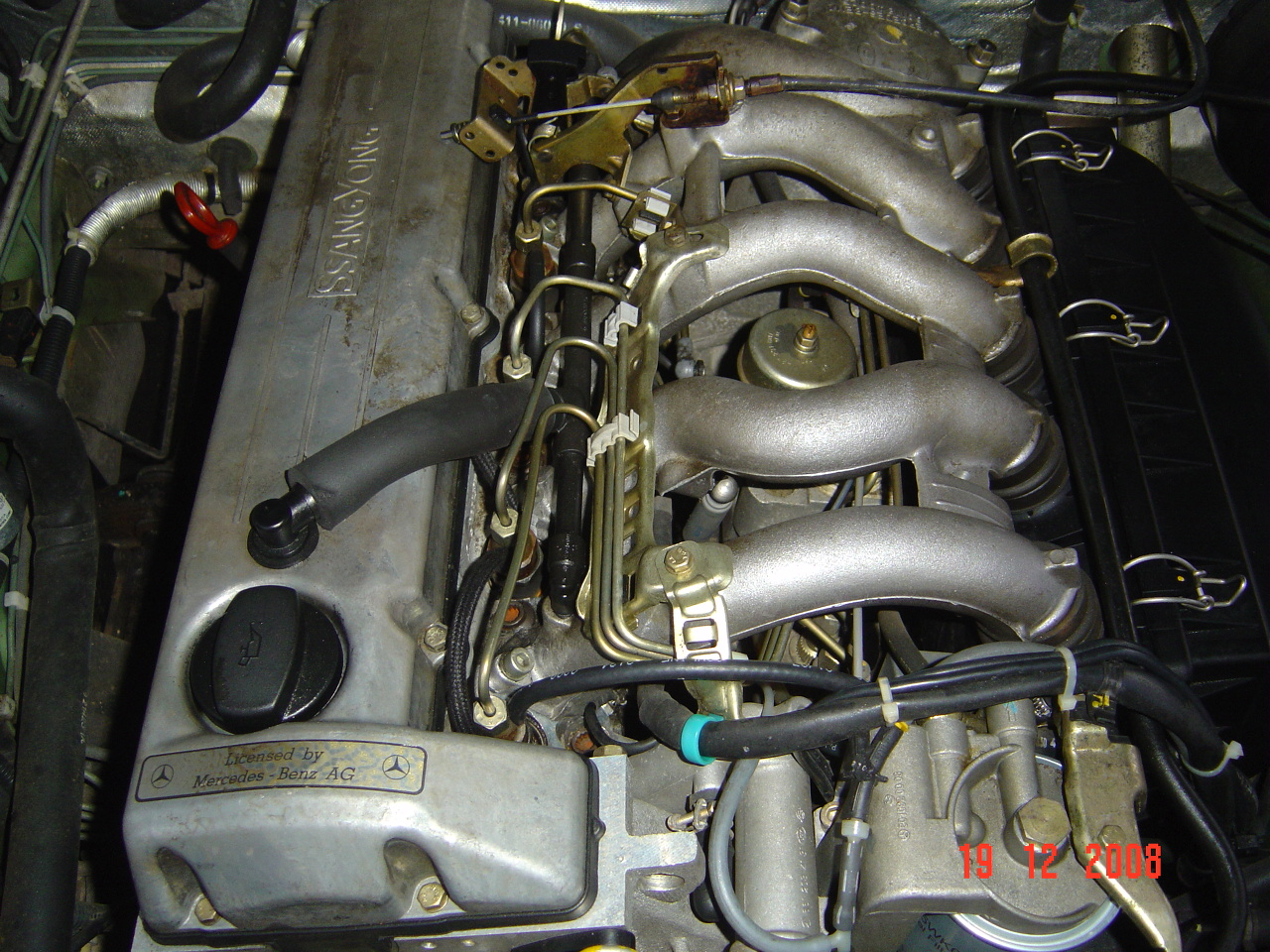
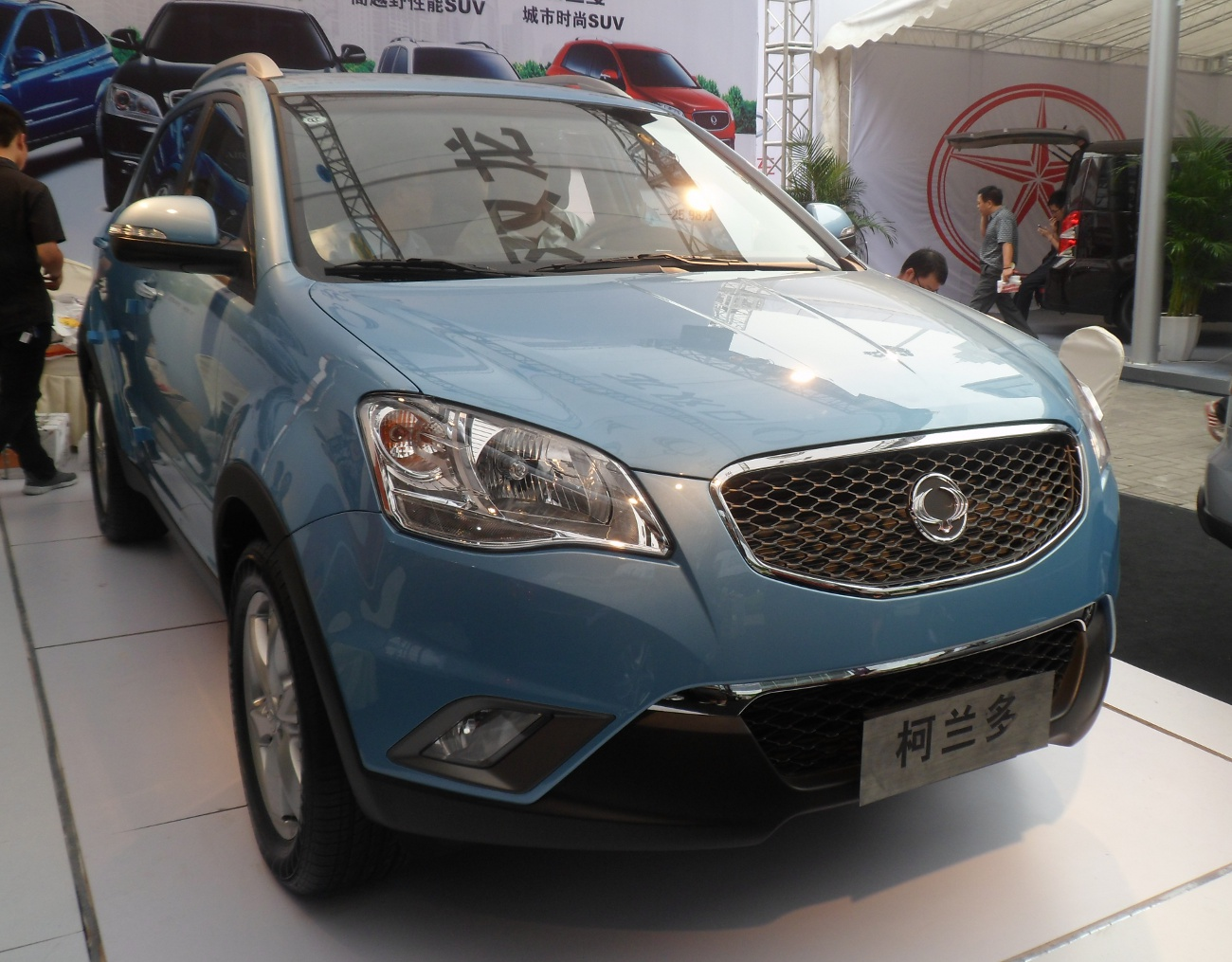
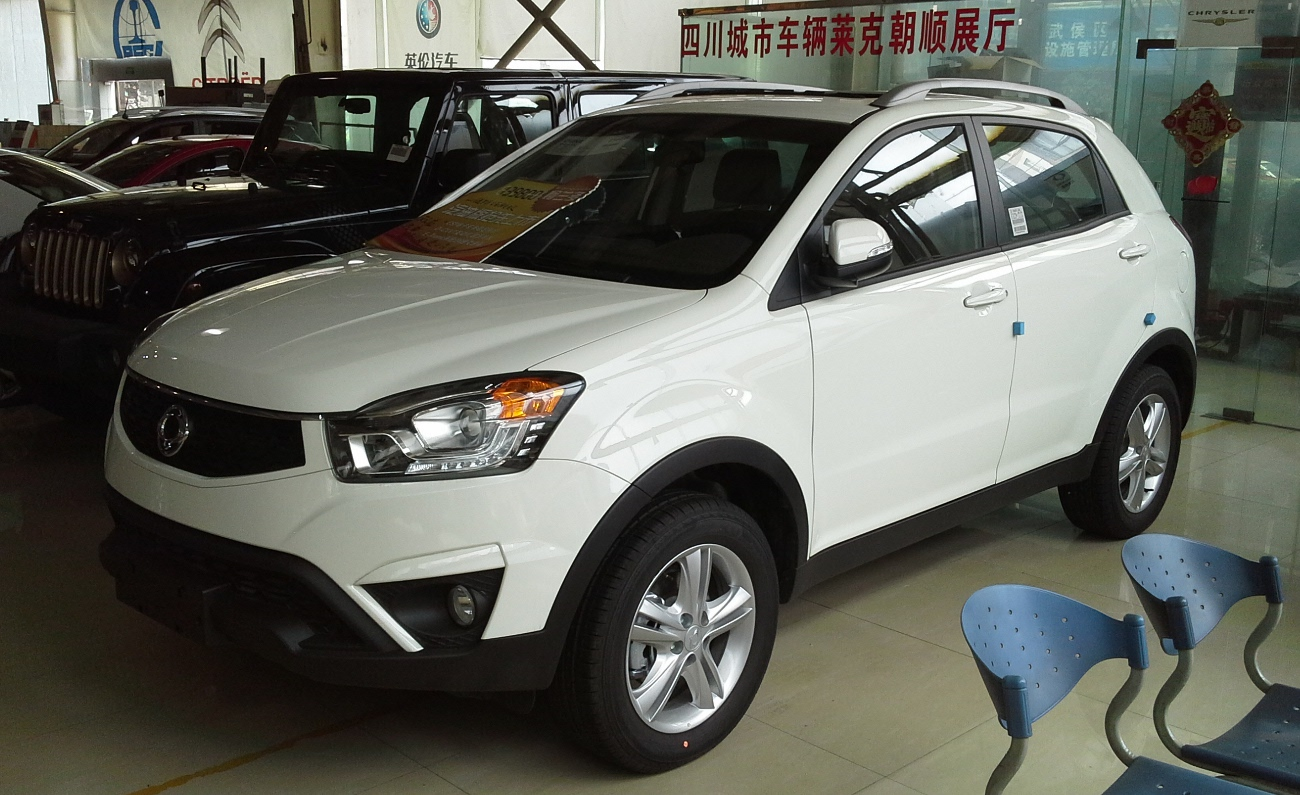
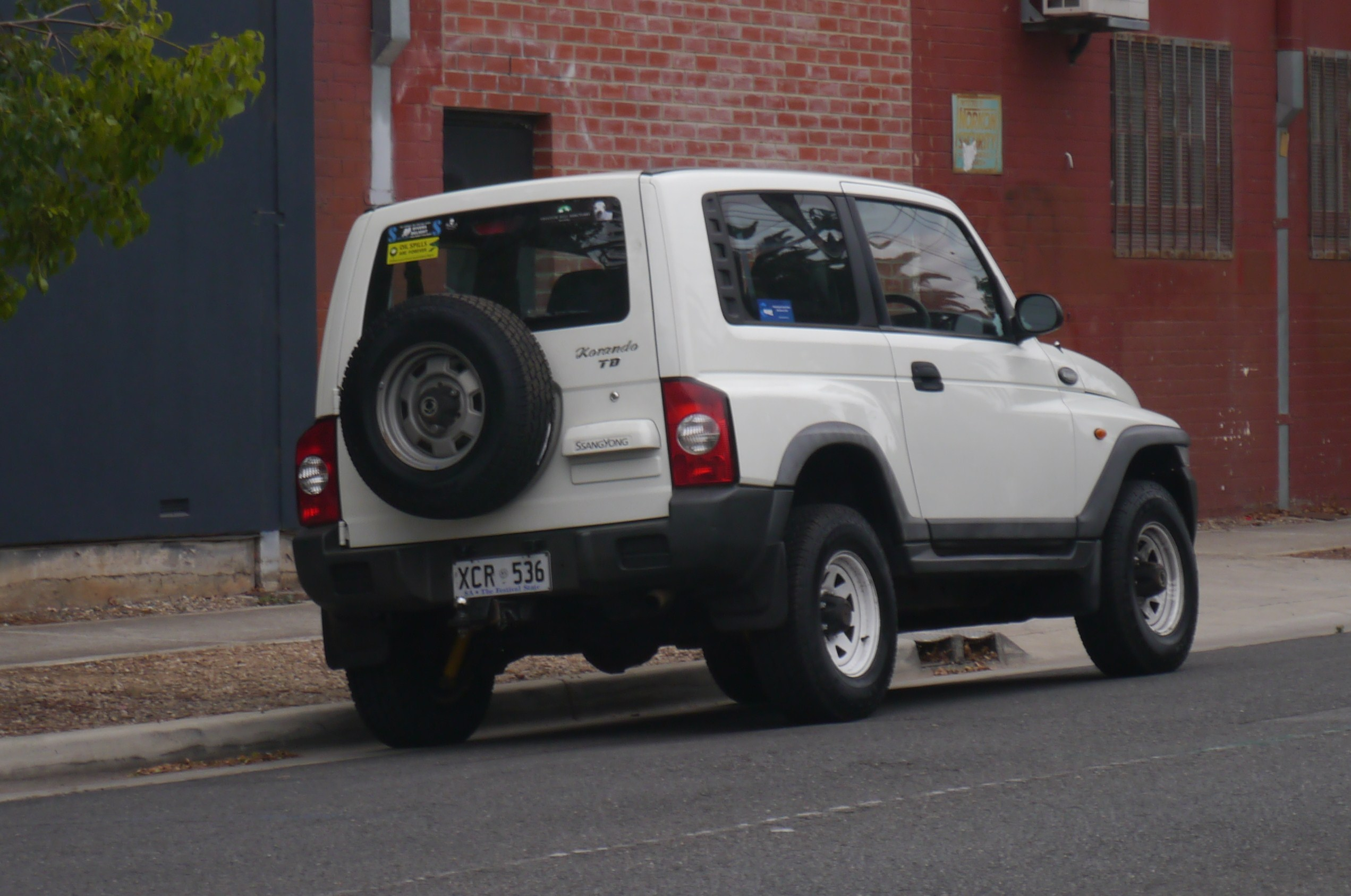
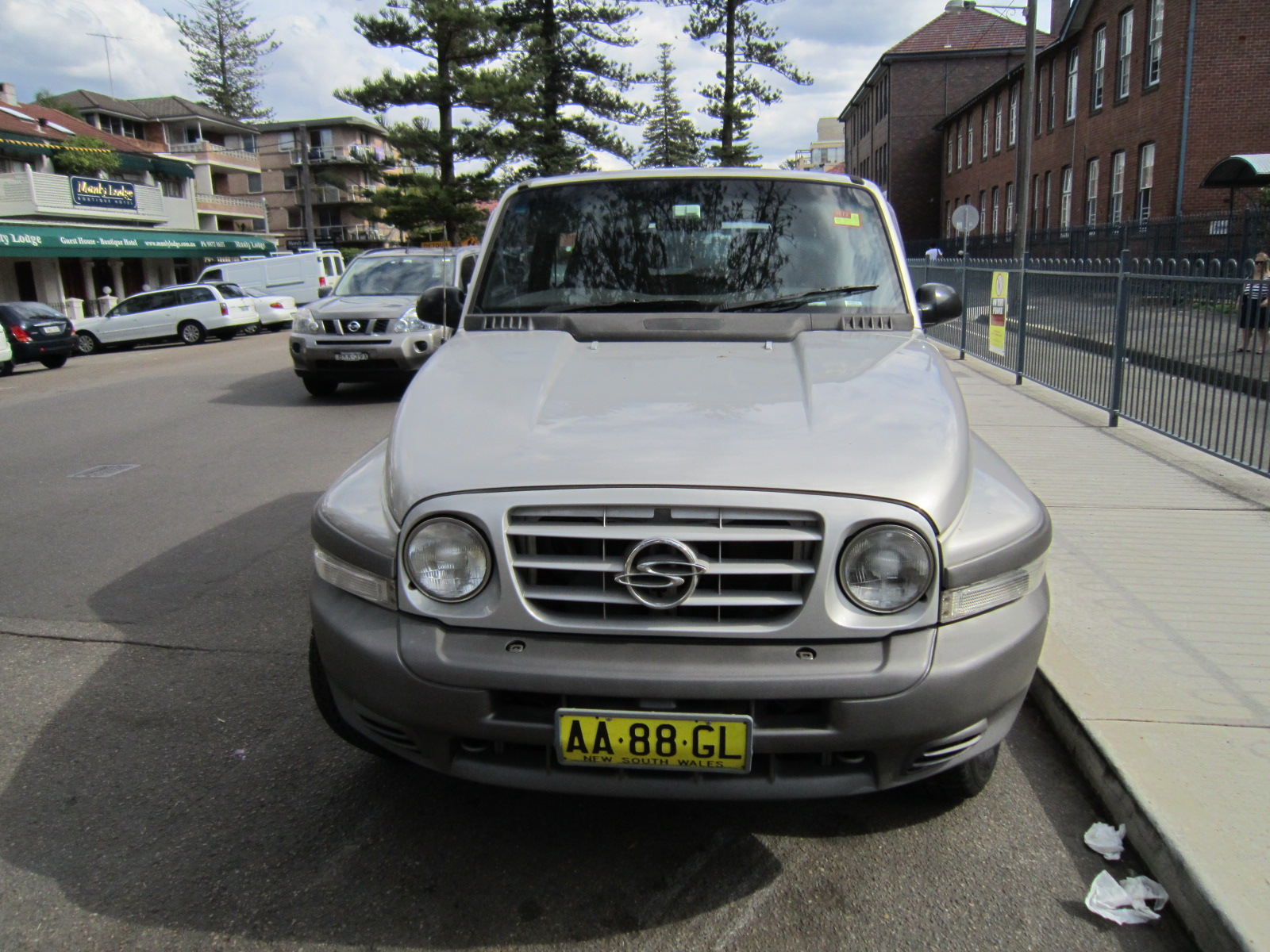
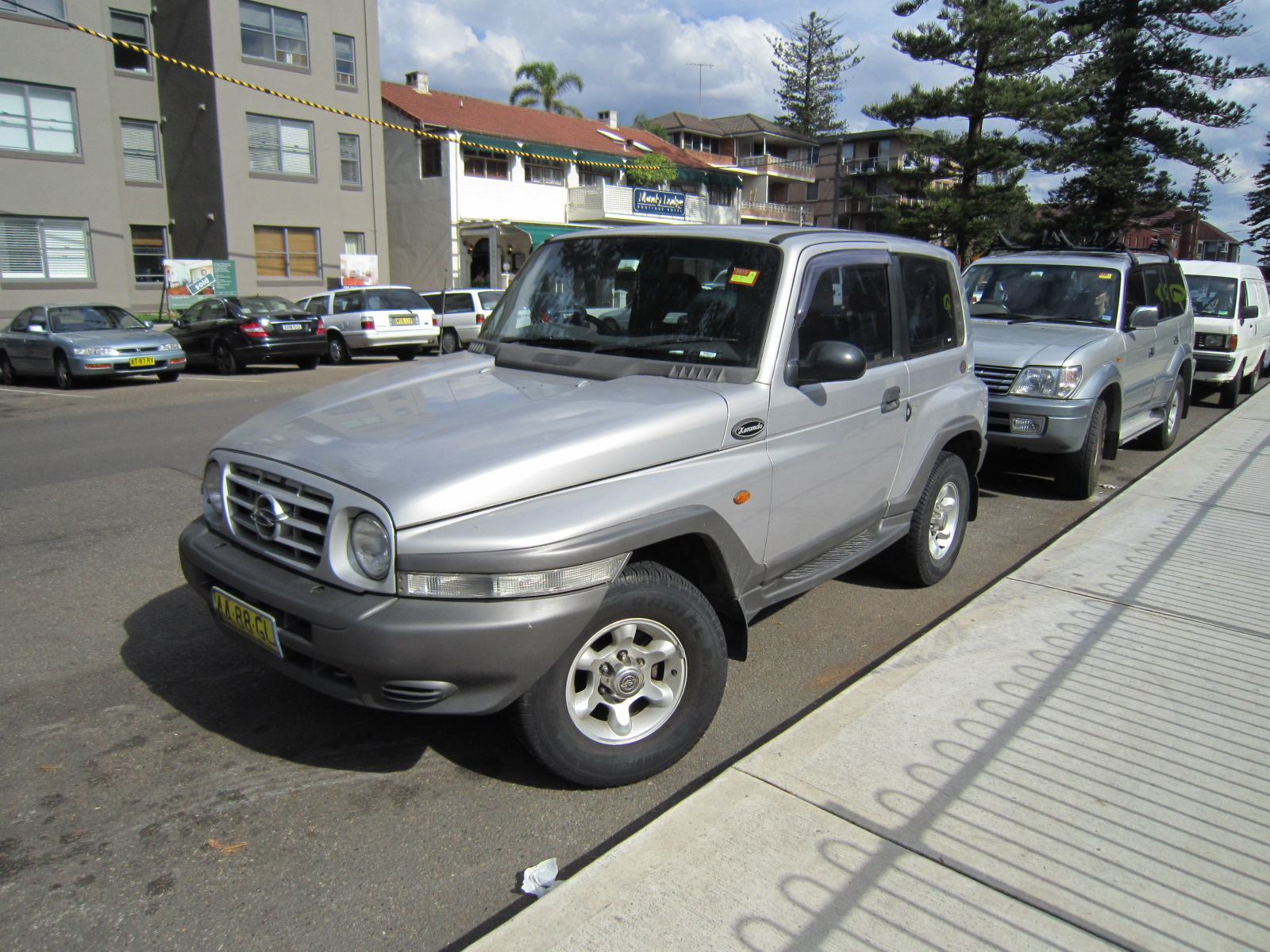
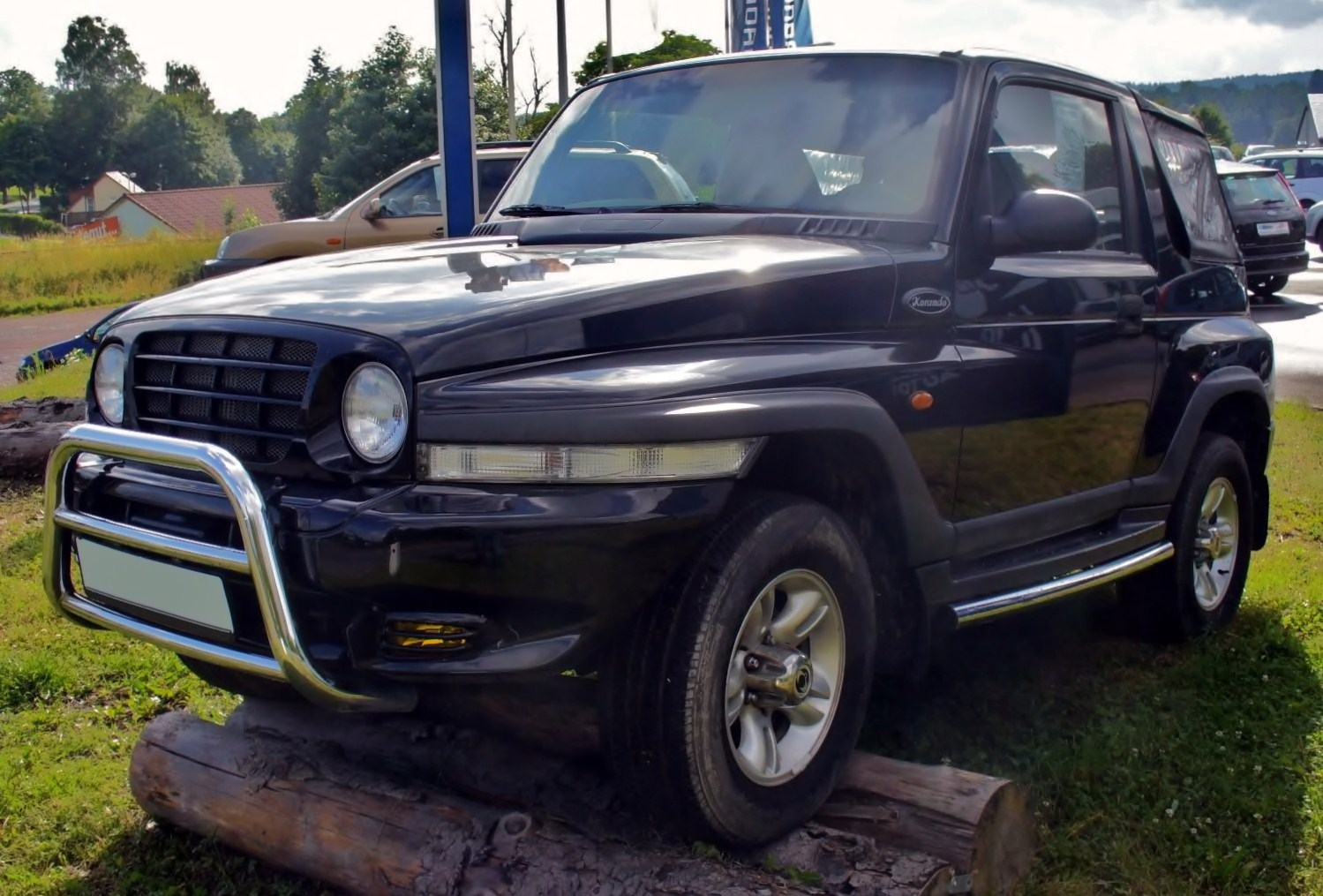
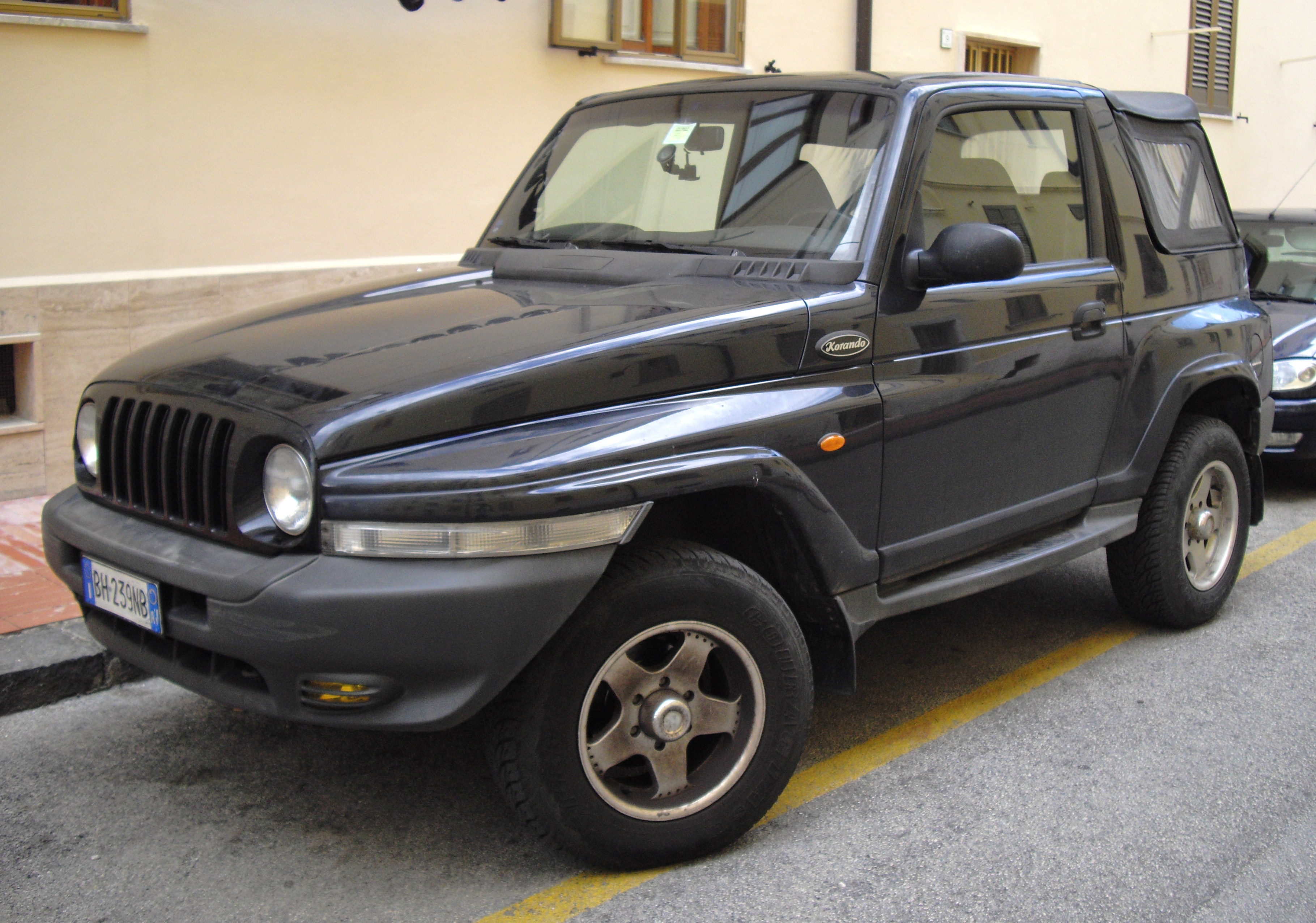
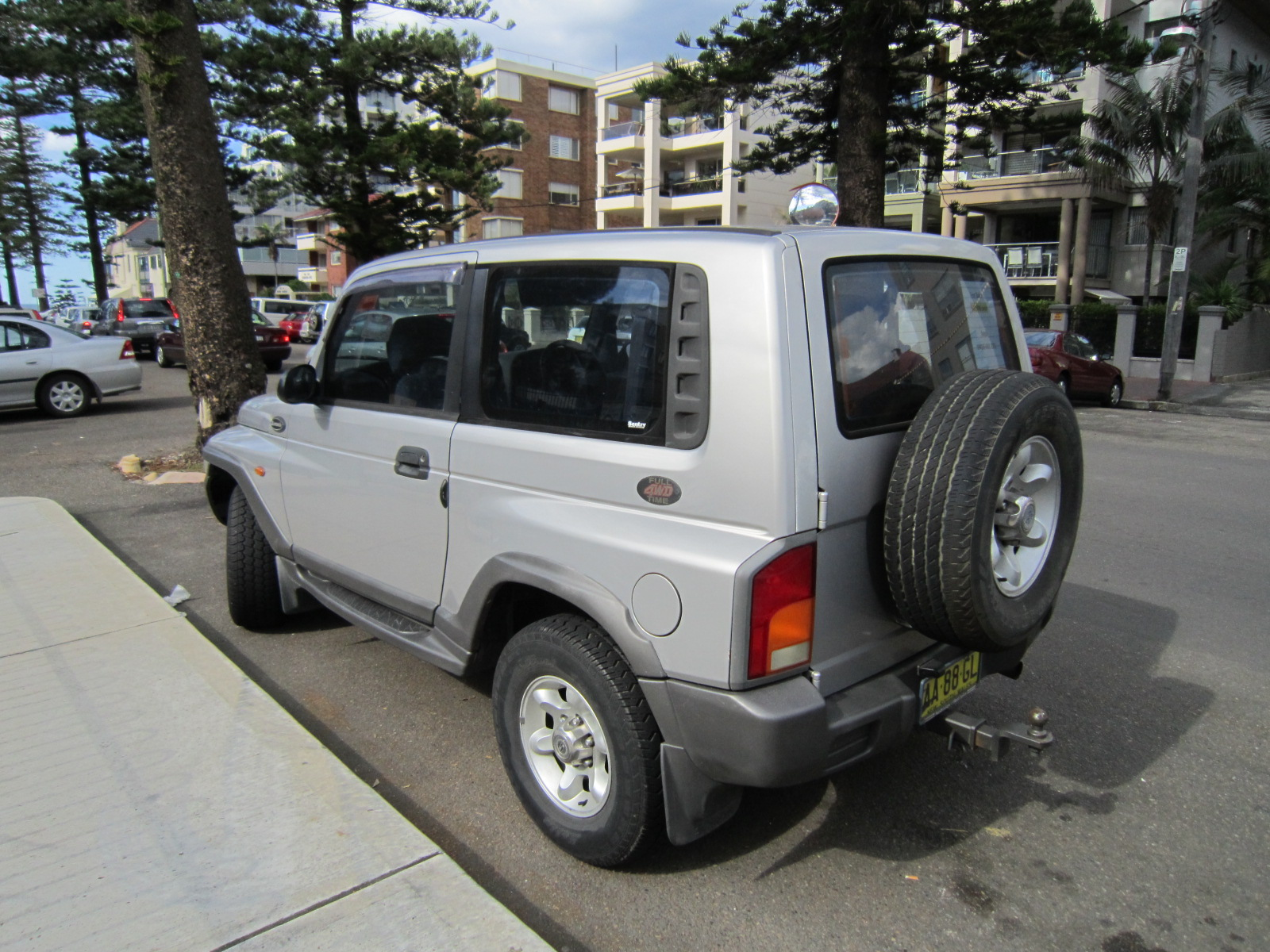
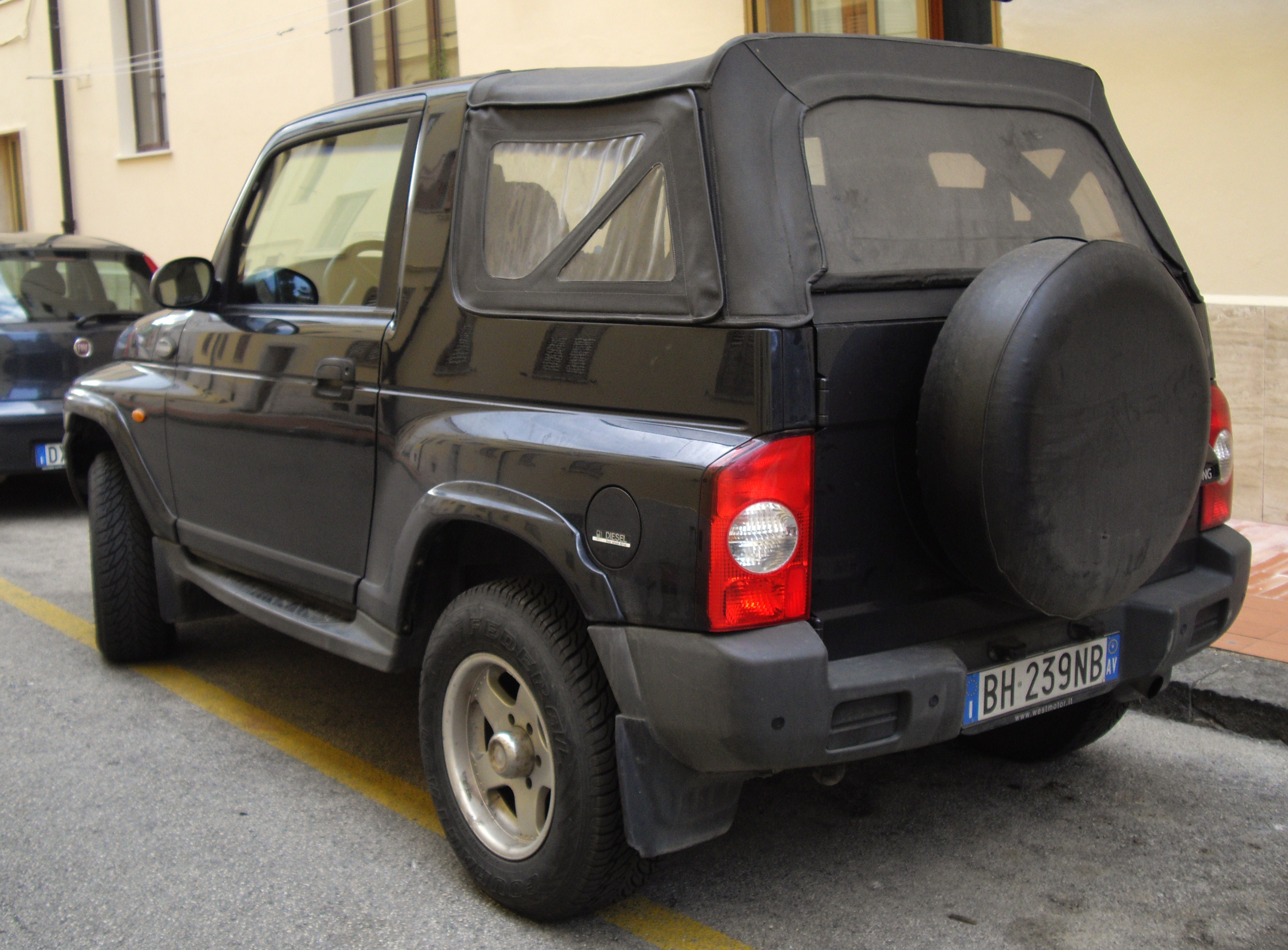
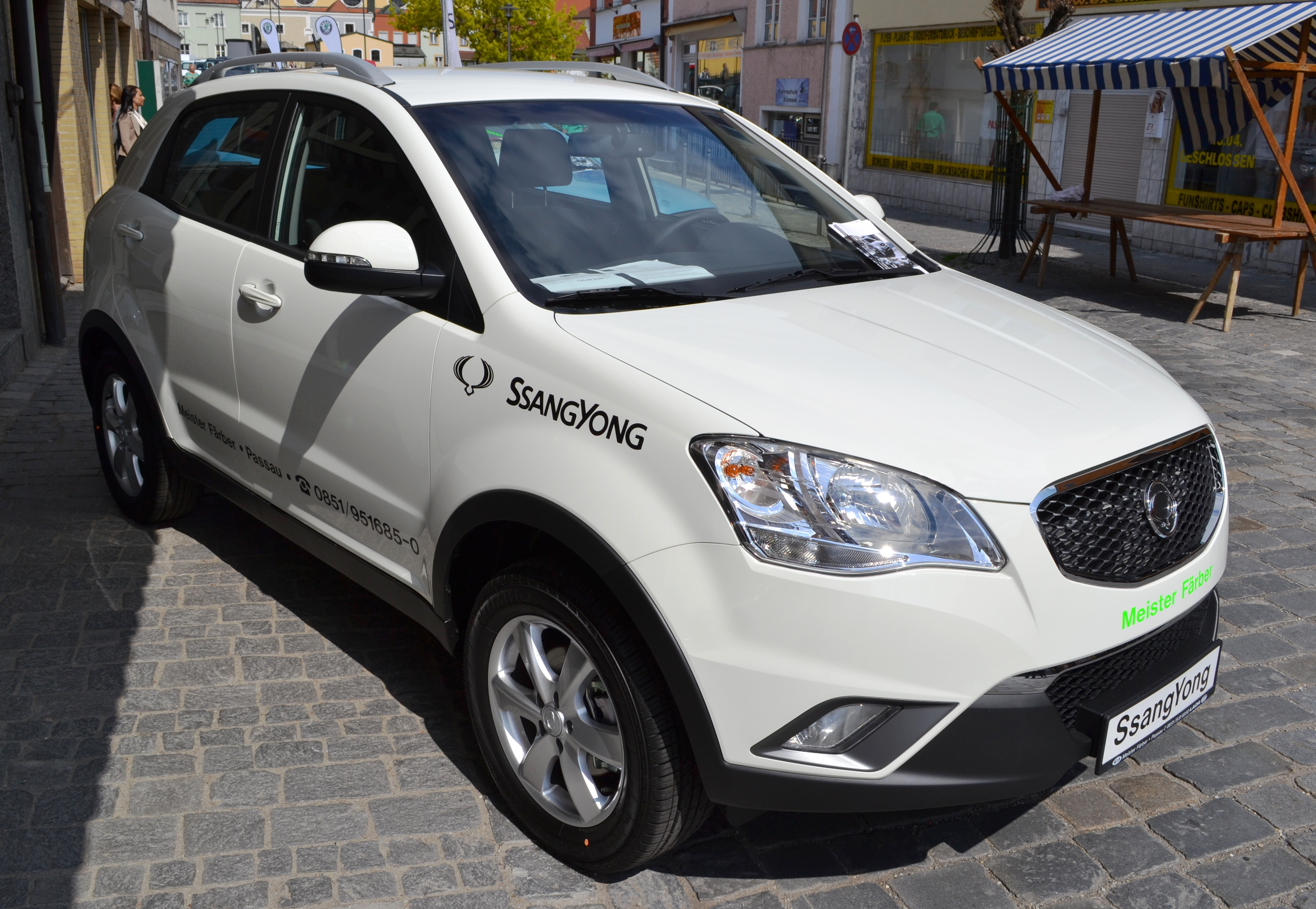
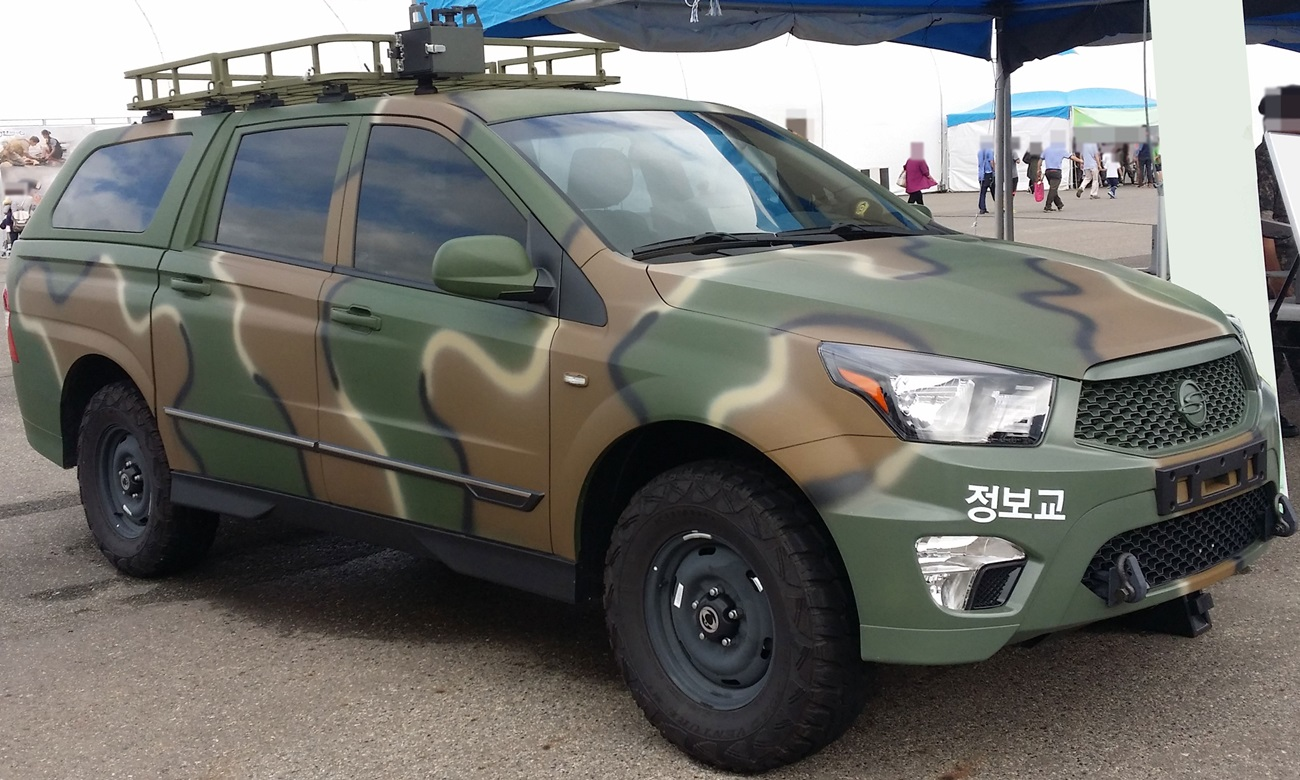
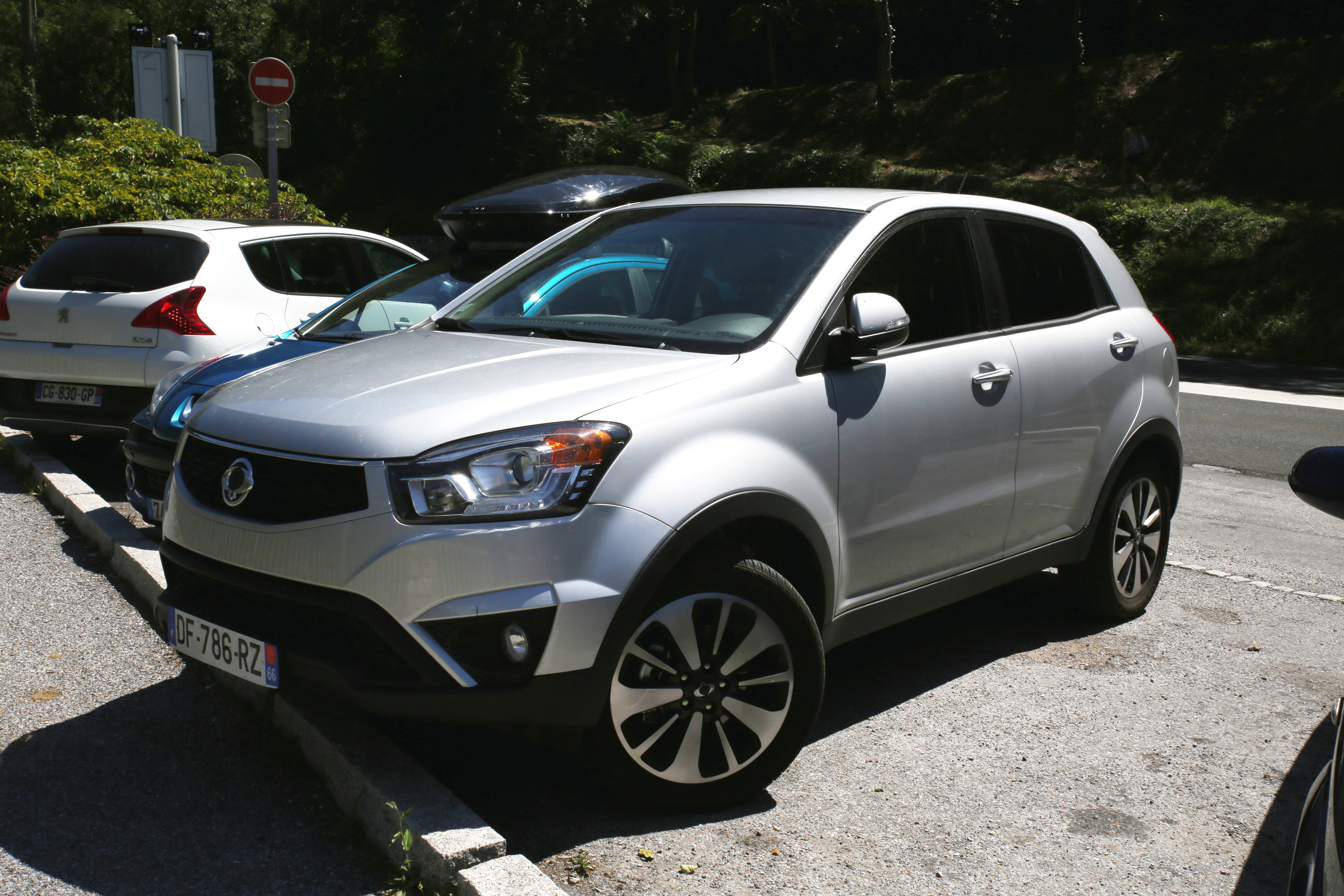
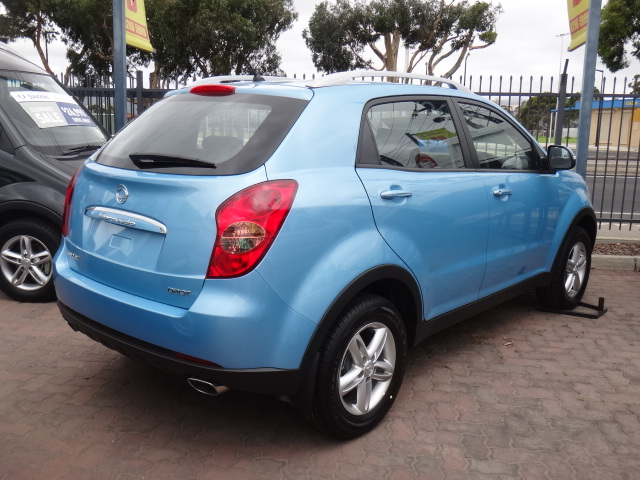
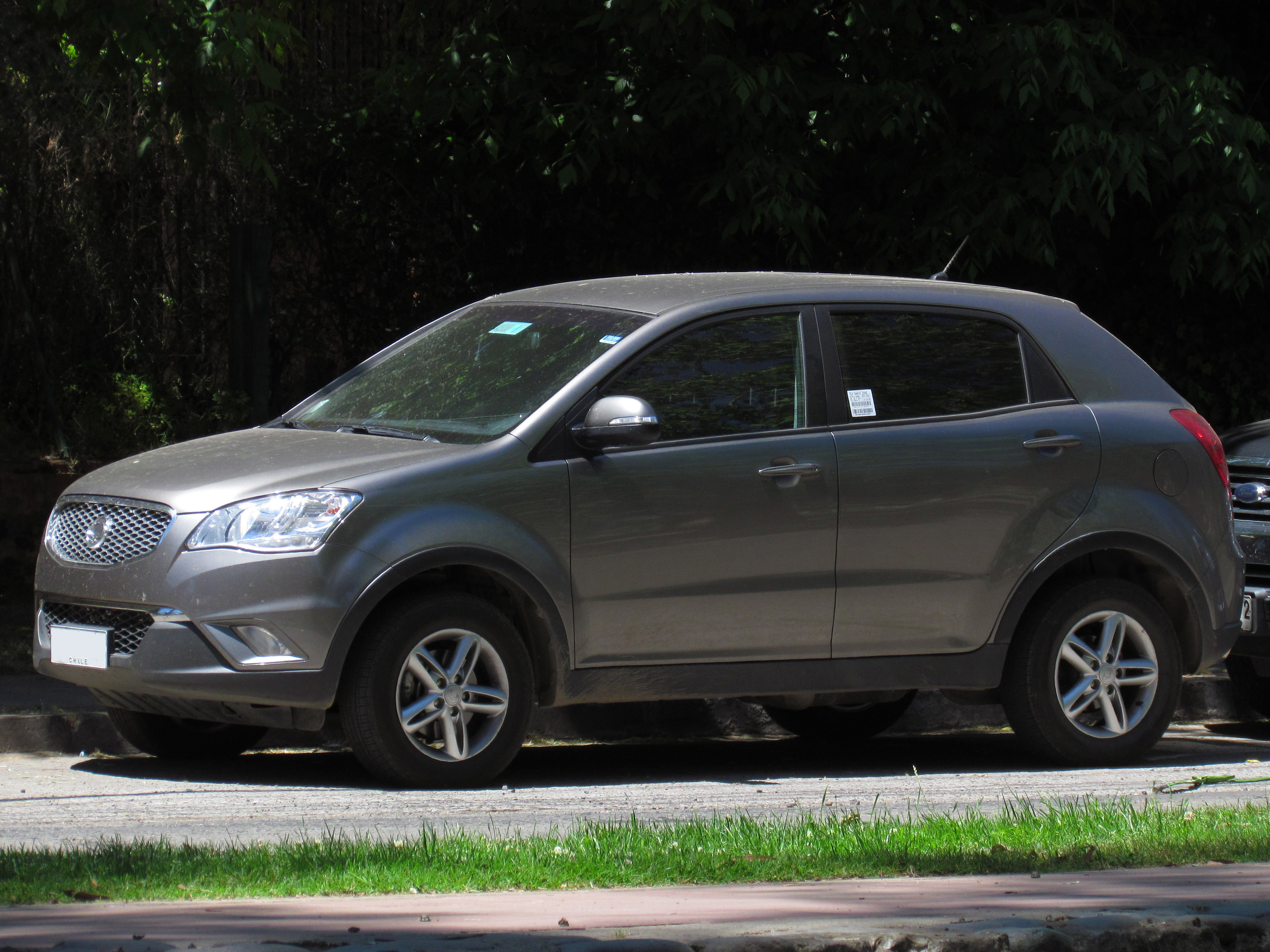
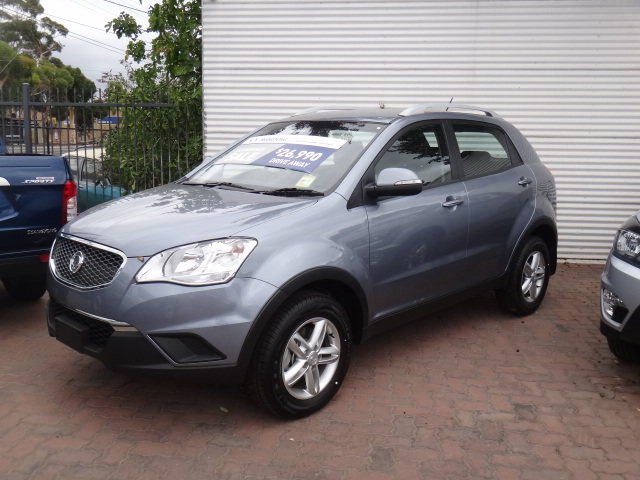
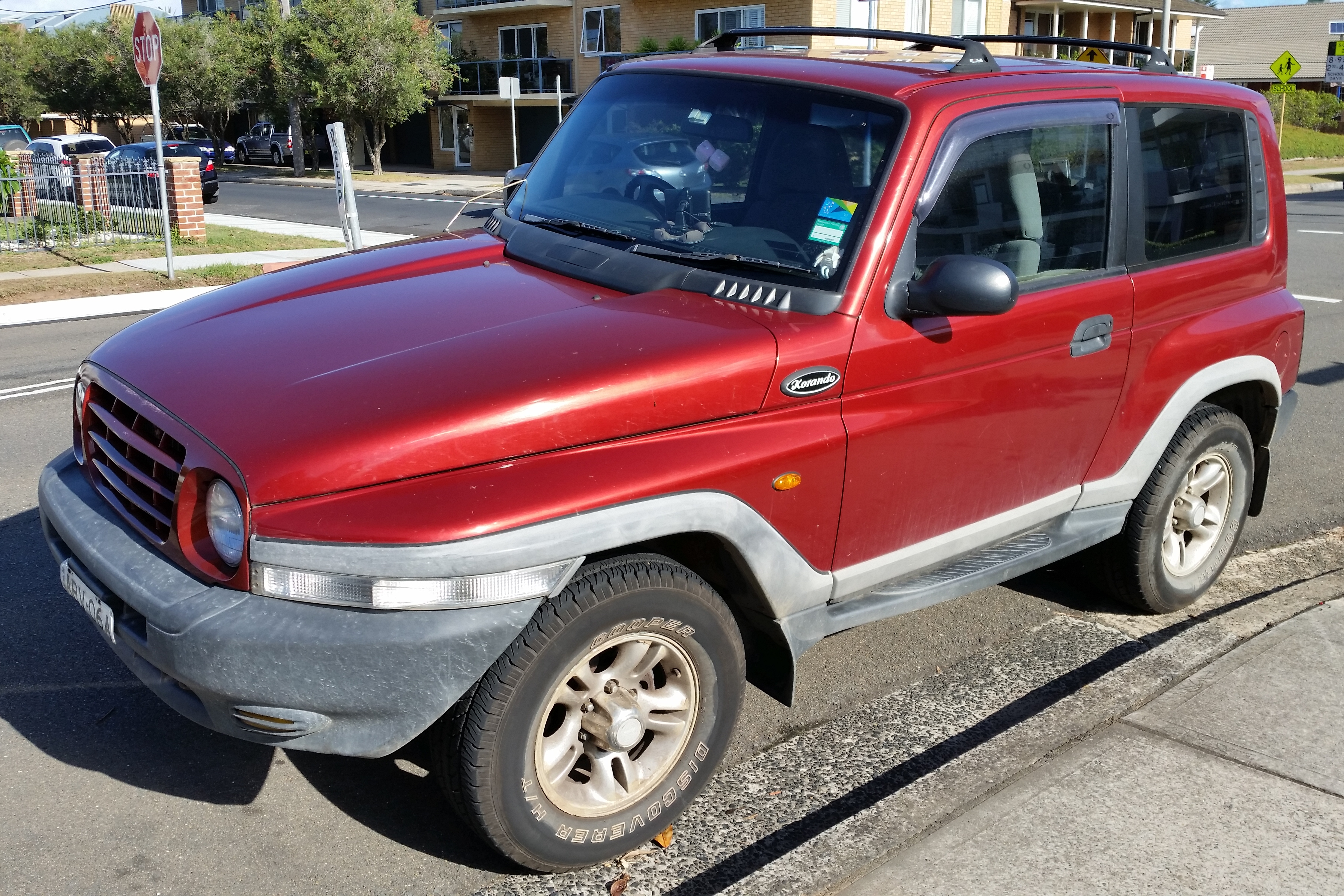
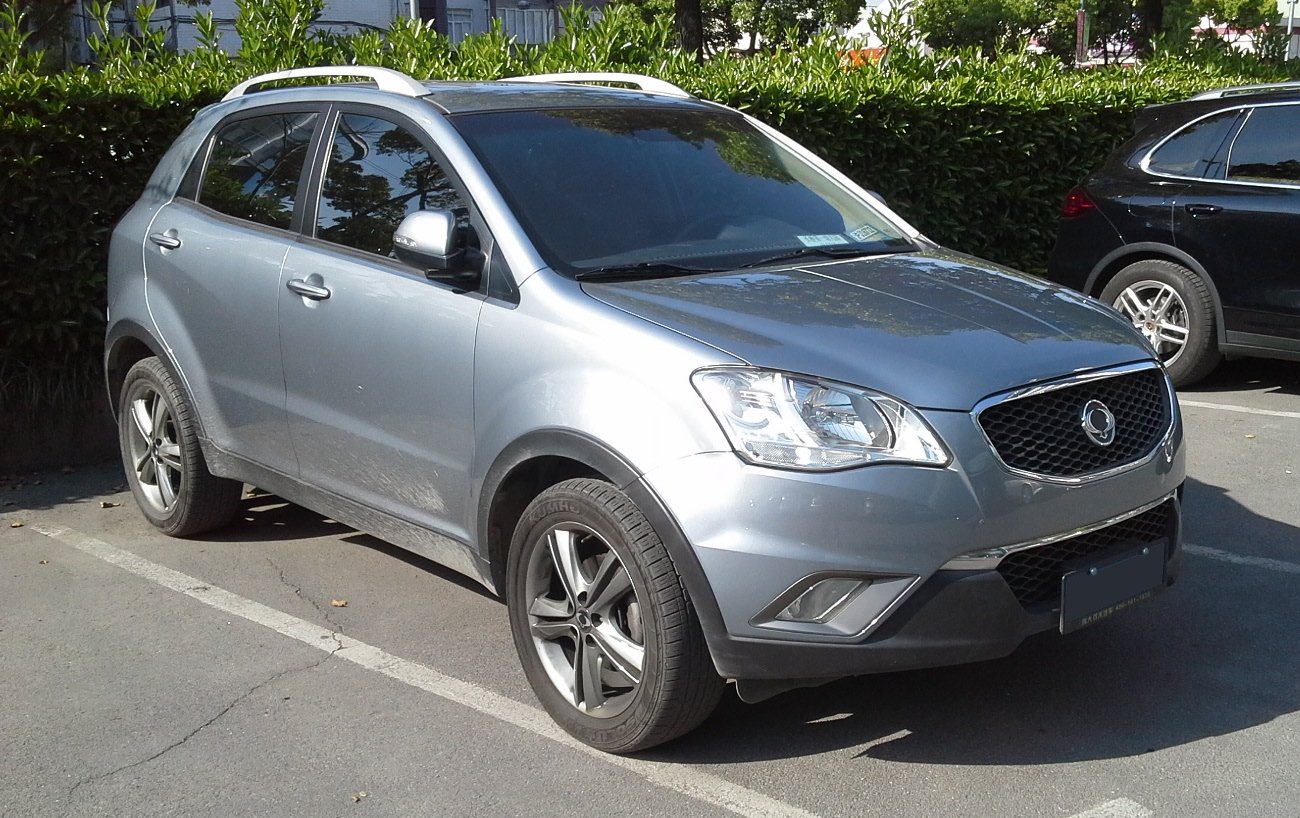

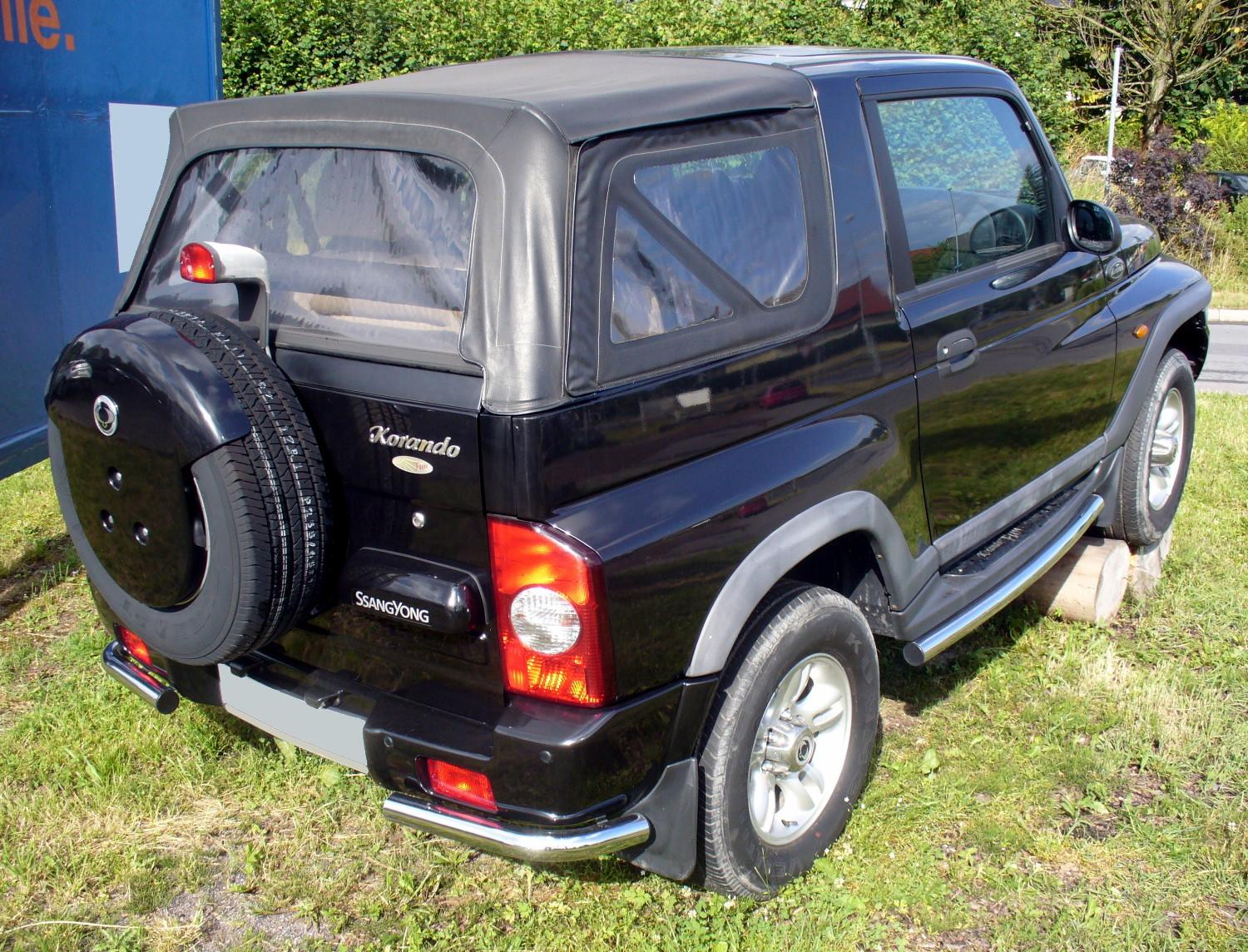
کوراندو کابریو (کروک)
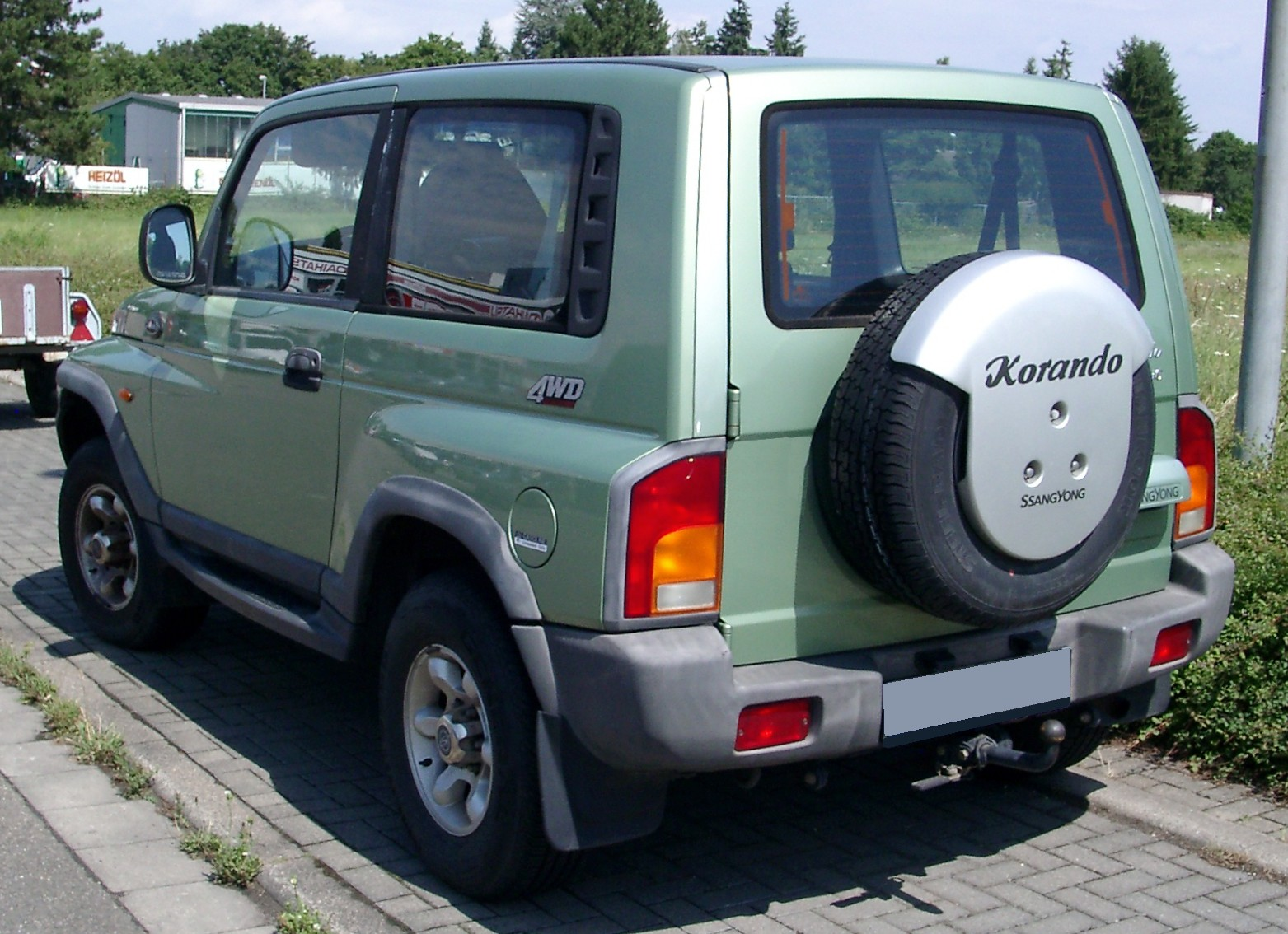
نمای عقب کوراندو
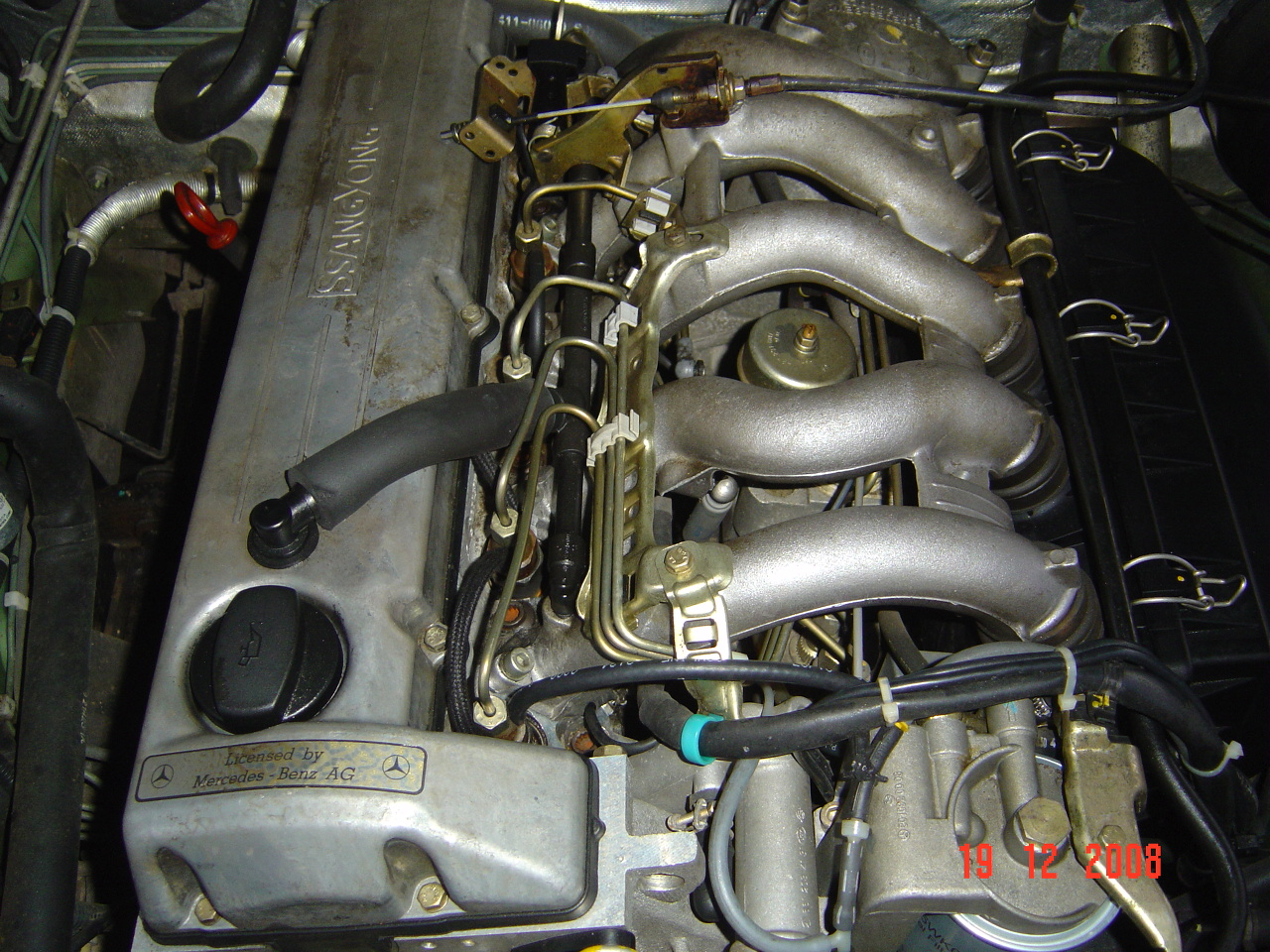
موتور ۲٫۹ لیتری مرسدس بنز در کوراندو
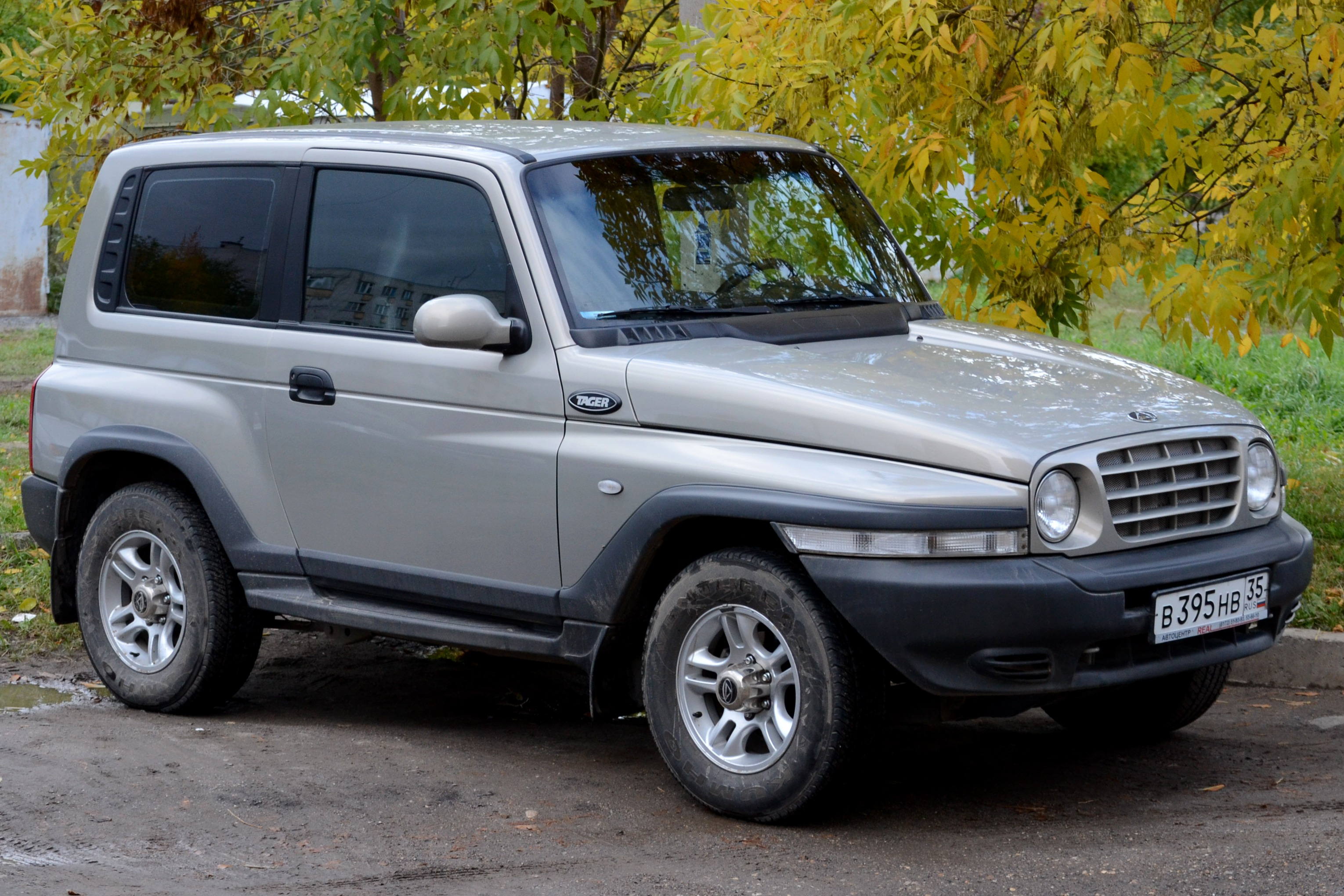
TagAZ Tager ۳ درب
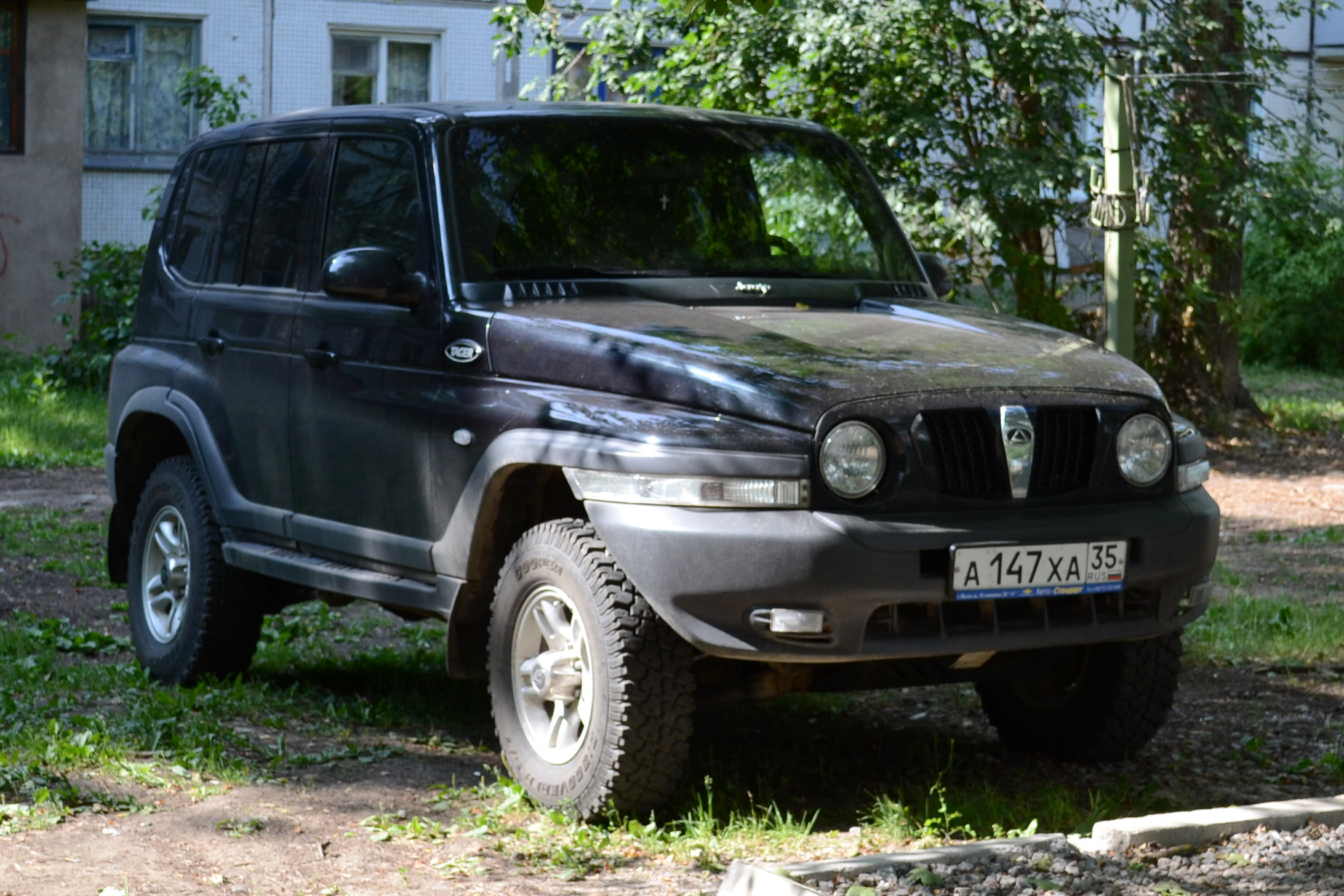
TagAZ Tager ۵ درب

## نسل سوم (۲۰۱۰–۲۰۱۹)

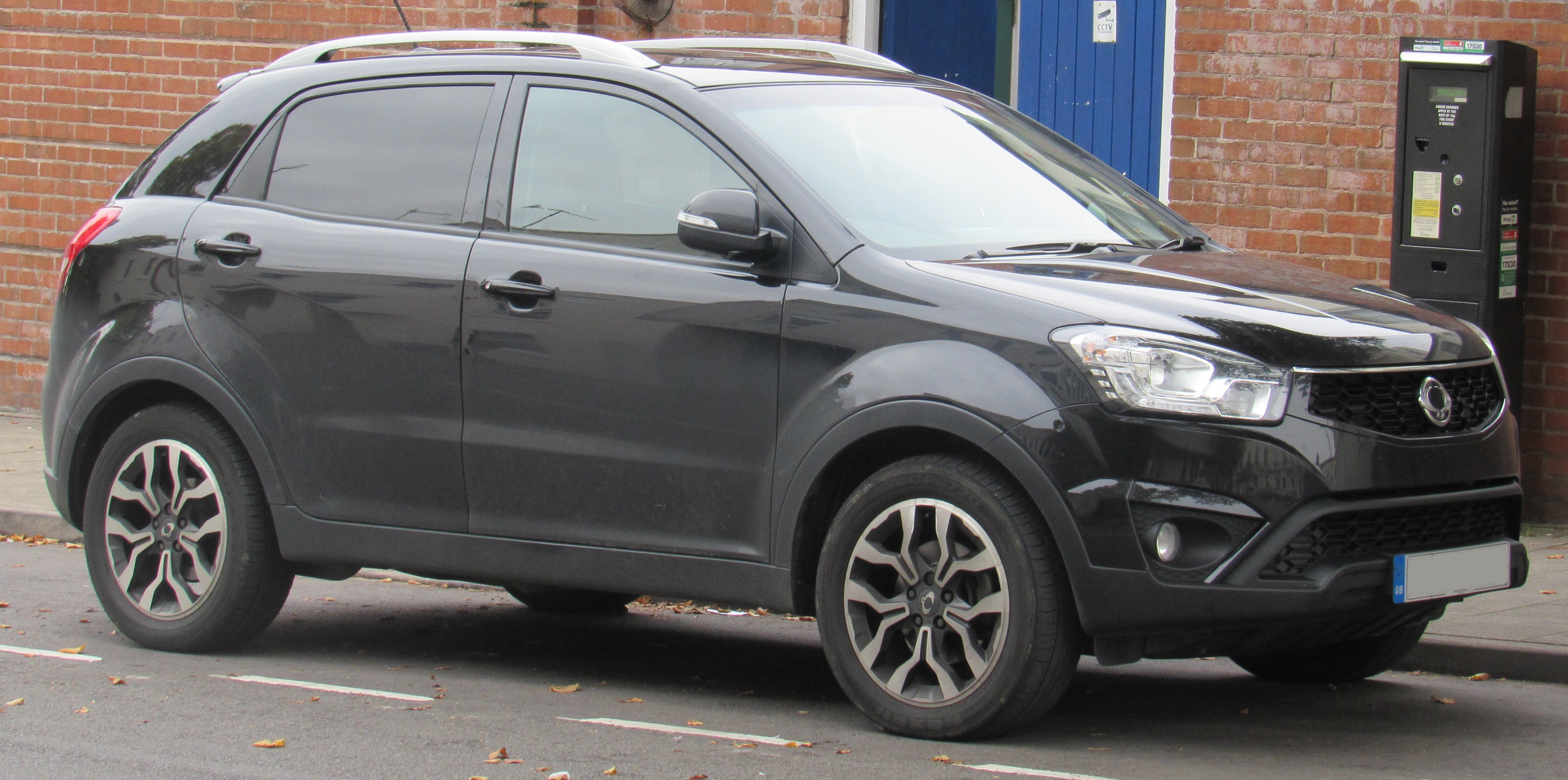
اولین فیس لیفت کوراندو

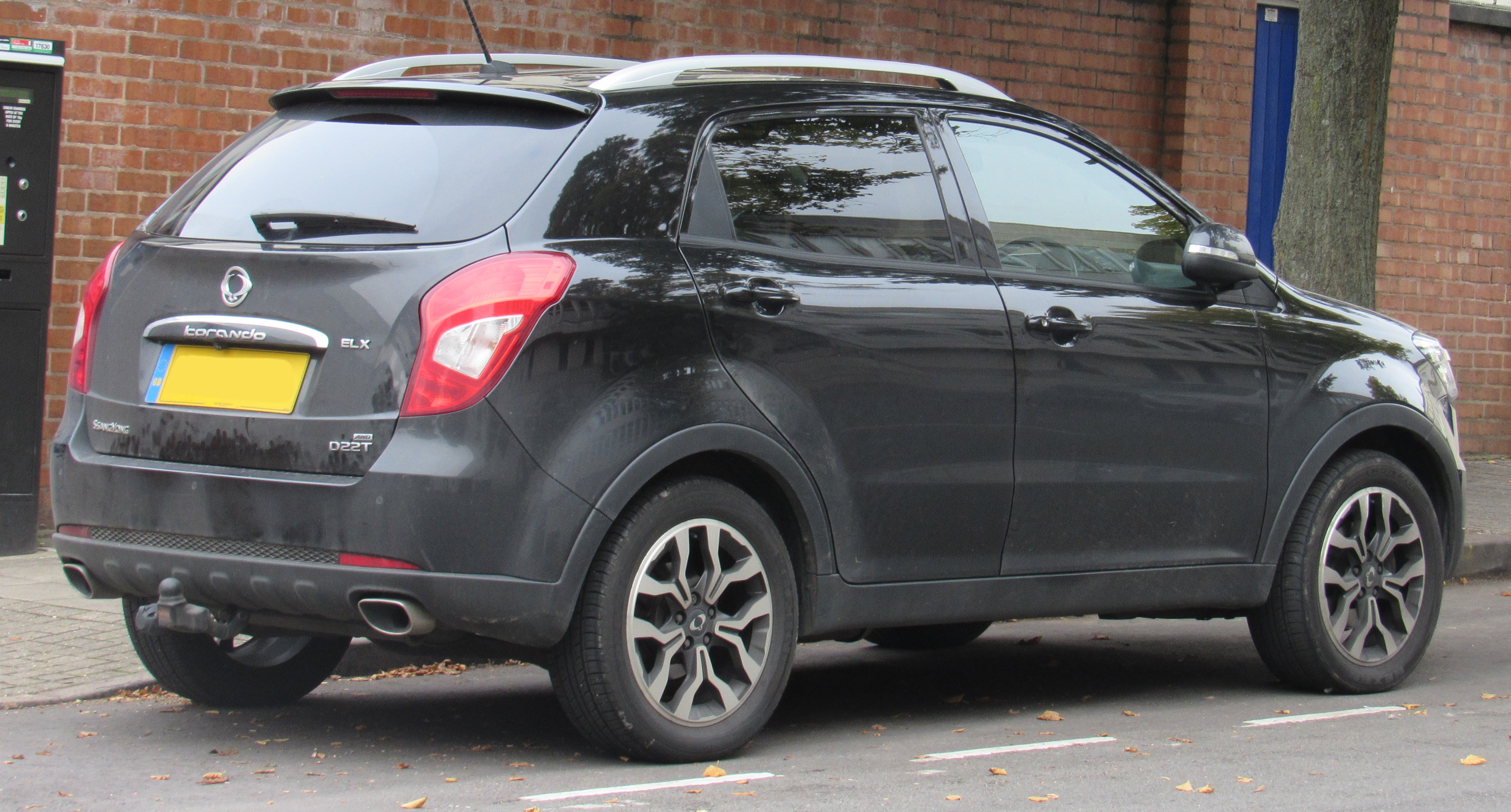
نمای عقب کوراندو

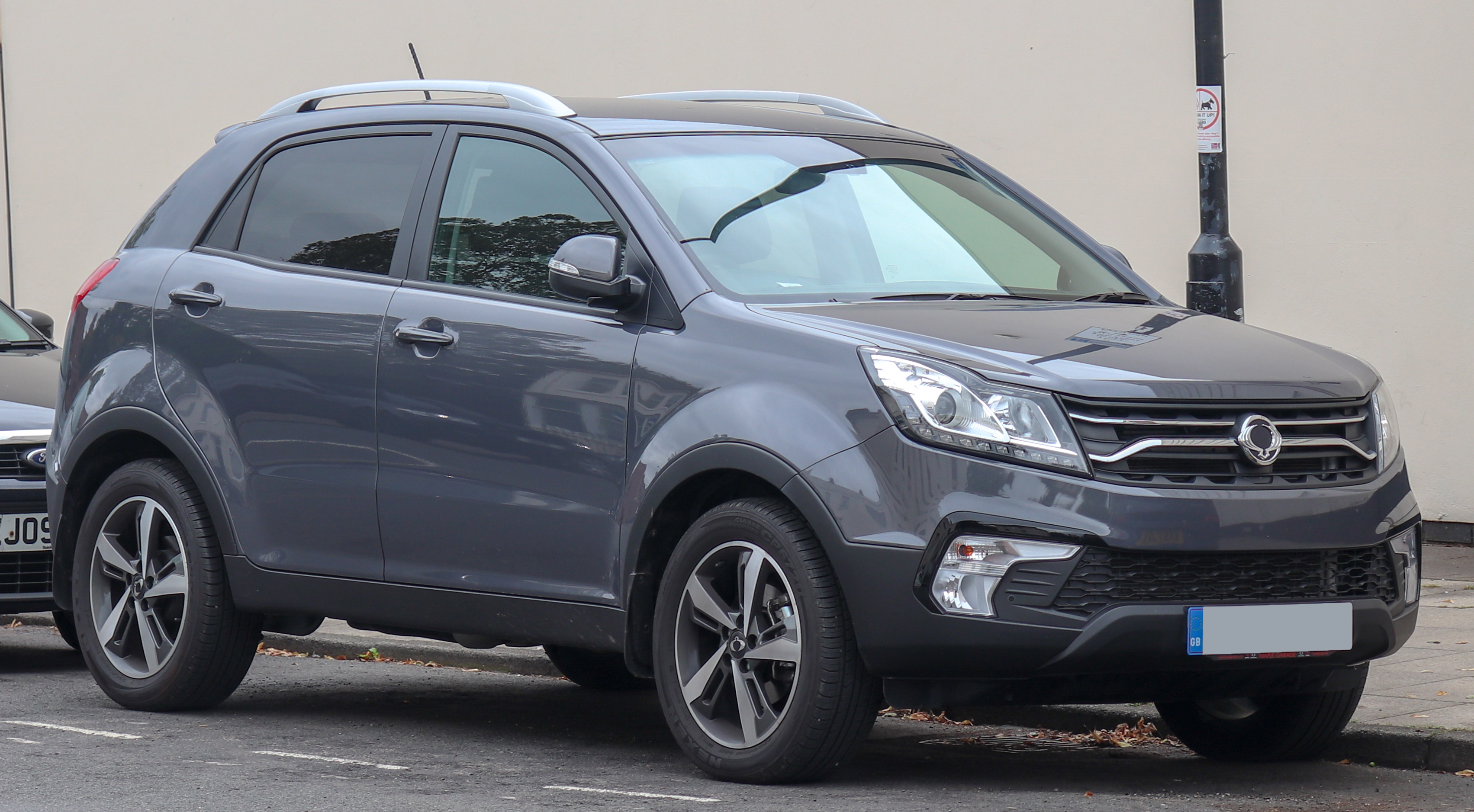
دومین فیس لیفت کوراندو

تولید سومین نسل کوراندو با نام سانگ یانگ C200 از سال ۲۰۱۰ آغاز شد. این اولین خوردو ای بود که بعد از تغییرات در خط تولید شرکت سانگ یانگ تولید می‌شد. فاصلهٔ بین محورهای چرخ‌های آن بیشتر از رقیبانی همچون هیوندای ix35 و کیا اسپورتیج بود. تصمیم‌گیری نامگذاری این خودرو(C200)توسط خود شرکت سانگ یانگ صورت گرفت. این خودرو در روسیه با نام سانگ یانگ اکتیون به فروش می‌رود.

### مشخصات
سومین نسل کوراندو در ابتدا با یک انتقال دهندهٔ نیروی (جعبه دنده) دستی ۶ حالته و یک انتقال دهندهٔ نیروی خودکار ۶ حالته DSI مدل M11 تولید شد و تولید آن از سال ۲۰۱۱ آغاز شد. همچنین می‌توان برای سفارش انتخاب کرد که انتقال نیرو به دو چرخ باشد یا به ۴ چرخ. مصرف سوخت این خودرو ۵٫۵ لیتر/۱۰۰ کیلومتر و شتاب ۰ تا ۱۰۰ کیلومتر بر ساعت آن کمتر از ۱۰ ثانیه می‌باشد. موتور موجود در این خودرو یک توربودیزل ۲ لیتری است که ۱۷۵ اسب بخار نیرو تولید می‌کند. موتور بنزینی در سال ۲۰۱۲ معرفی شد.
کوراندو دارای ۶ کیسهٔ هوای استاندارد است. ظرفیت صندوق عقب ۴۸۰ لیتر است؛ و وقتی صندلی‌ها تا شوند این فضا به ۱۳۰ ۰لیتر افزایش میابد.

### طراحی
کوراندوی جدید از نظر طراحی بسیار عالی است، بسیاری از مقاله‌ها پیشرفت‌های طراحی آن را نسبت به مدل‌های گذشته اش بیان می‌کنند. همین‌طور فضای داخل خودرو و همچنین اندازهٔ شاسی این خودرو افزایش یافتند. این محصول در مقدونیه به عنوان بهترین شاسی بلند سال معروفی شد.

### مدل‌های گوناگون
از سال ۲۰۰۸ تا کنون، ۵ مدل خودرو (که برخی C200 نام داشتند) تولید شدند:
C200
مدل اورژینال و اصلی یعنی C200 در سال ۲۰۰۸ در نمایشگاه موتور پاریس رونمایی شد و از آن زمان در نمایشگاه‌های دیگری نیز به نمایش درآمد. این مدل اکثراً بازخوردی مثبت داشت و اکثراً تصور می‌کردند که این محصول می‌تواند برای شرکت سانگ یانگ جایگاهی در بین خودروهای شیک ایجاد کند.

#### C200 Aero
این مدل در سال ۲۰۰۹ در نمایشگاه موتور سئول رونمایی شد. یک سال پس از کوراندو C با تقریباً بدون تغییرات و شبیه به طراحی گیوگیارو (یک مدل خودرو) تولید شد.

#### C200 Eco
سانگ یانگ C200 Eco در سالن بین‌المللی اتومبیل در بارسلونا
C200 Eco در سال ۲۰۰۹ در نمایشگاه موتور سئول رونمایی شد. یک خودروی هیبریدی می‌باشد که هم از موتور دیزلی و هم از یک موتور الکتریکی (که نیرویش را از یک باتری ۳۴۰ ولتی می‌گیرد) استفاده می‌کند. همچنین از یک سیستم خاموش – روشن بهره می‌برد که وقتی خودور در حالت توقف است موتور را خاموش می‌کند. صرفه جویی در مصرف سوخت این خودرو تا ۲۵٪ است. ویژگی طراحی داخلی این خودرو تودوزی‌های سبز و اتاق جادار است.

#### کوراندو C
در سال ۲۰۱۰ در نمایشگاه موتور بوسان به نمایش درآمد، کوراندو مدل C بیشتر شبیه به مدل‌های قبلی است اما طراحی جذابتری دارد و گفته می‌شود از این به بعد این مدل تولید خواهد شد. مدل جدید کارایی و عملکرد بالایی دارد، و این به خاطر وجود یک موتور دیزلی توربوی ۲ لیتری و خروجی نیروی ۱۳۵ کیلو وات(۱۸۴ منبع نیرو؛ ۱۸۱ اسب بخار) و 360 N.M(270 lb/ft)نیروی رانش می‌باشد. طراحی داخل خودرو شبیه به مدل C200 Eco می‌باشد.

#### کوراندو EV
در سال ۲۰۱۰ در نمایشگاه بین‌المللی موتور بوسان رونمایی شد. کوراندو EV جدید یک ورژن کاملاً الکتریکی از کوراندو C می‌باشد. حداکثر سرعت آن ۱۵۰ کیلومتر بر ساعت و میزان مسیری که می‌تواند طی کند (با یک شارژ)۱۸۰ کیلومتر است.

## نسل چهارم (۲۰۱۹–اکنون)

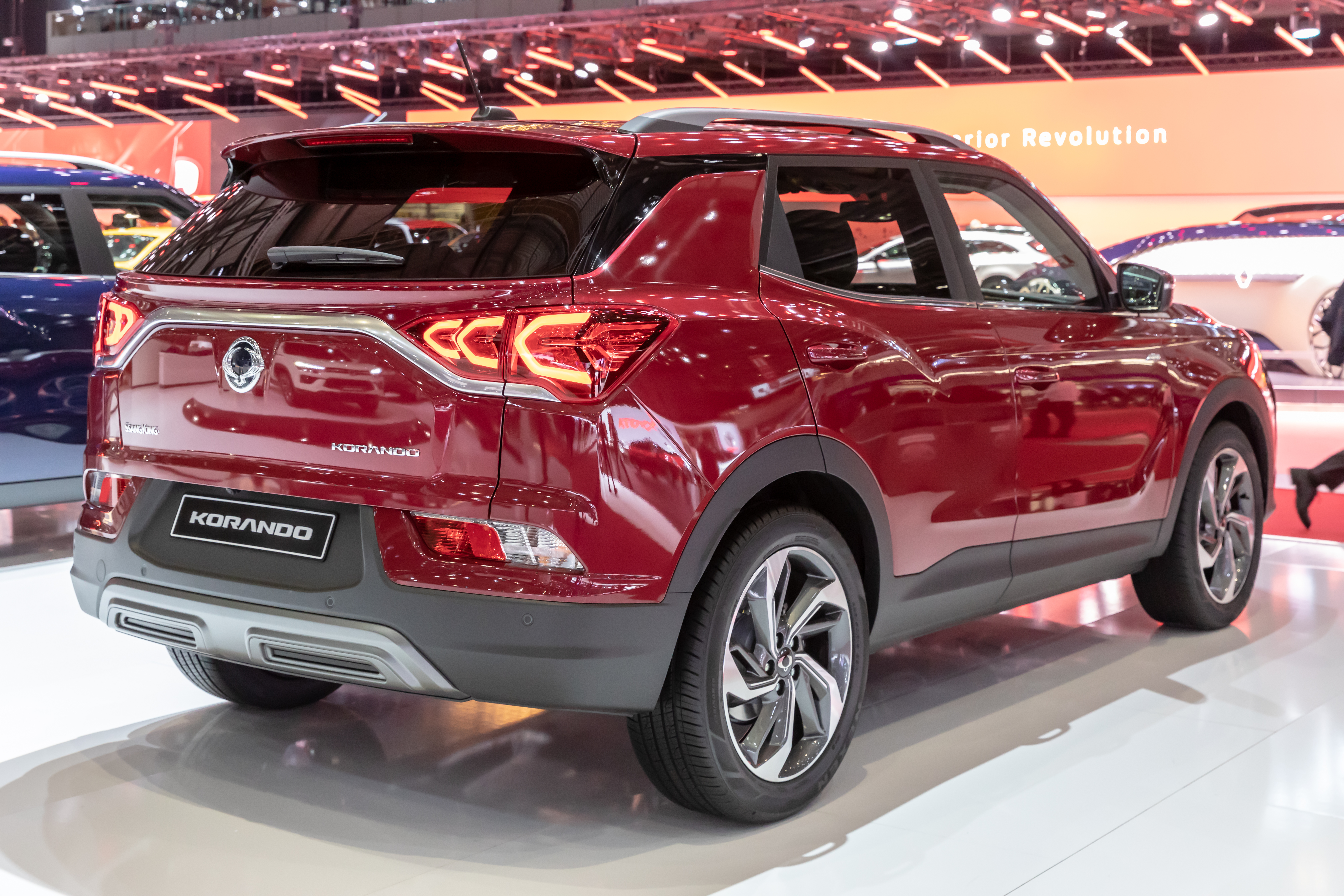
نسل چهارم کوراندو

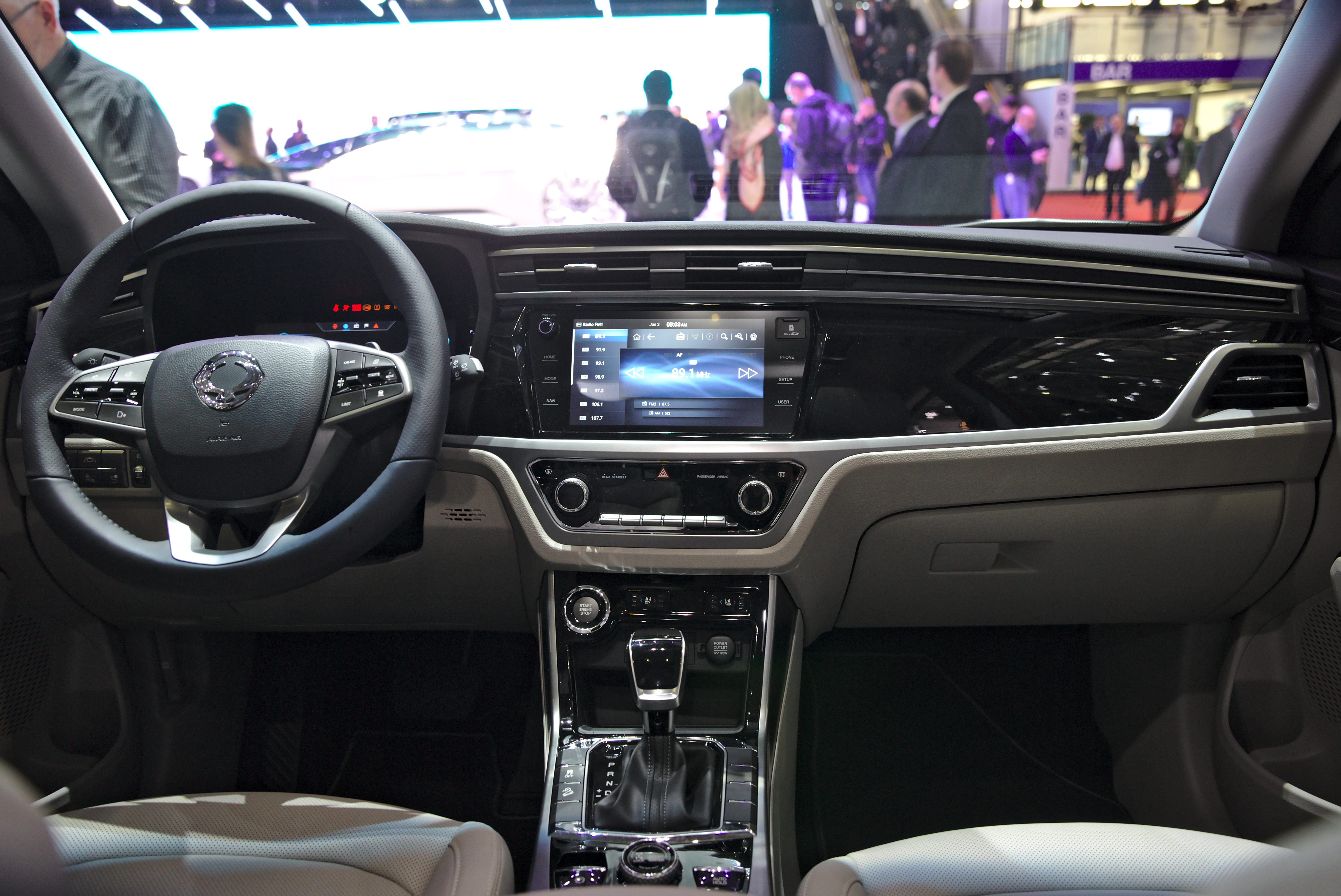
نمای داخلی

در ۲۸ ژوئیه ۲۰۱۹, سانگ‌یانگ یک تیزر تبلیغاتی از نسل جدید کوراندو منتشر کرد. نسل چهارم قرار است که از مارس ۲۰۱۹ پا به خیابان‌ها بگذارد.